# Primer gobierno de Julio María Sanguinetti
El primer gobierno de Julio María Sanguinetti comenzó a partir de su asunción como Presidente de la República Oriental del Uruguay el 1 de marzo de 1985, luego de ganar en las elecciones nacionales de 1984.
Fue el primer gobierno democrático tras los casi 12 años de dictadura cívico-militar sufridos en el Uruguay. Por eso, el nuevo gobierno fijó como objetivos poner en funcionamiento el sistema democrático, reinsertar al Uruguay en la comunidad internacional y reactivar la economía.

## Antecedentes

### Proceso de apertura democrática del régimen de facto
A partir del Golpe de Estado del 27 de junio de 1973 en el Uruguay se instauró un gobierno de facto que fue denominado dictadura cívico-militar y perduró hasta el año 1985 tras un largo proceso de apertura y negociaciones con actores sociales y políticos.
El proceso de apertura comienza en el año 1980, año el que se realizó un plebiscito propuesto por el gobierno militar dictatorial con el objetivo de modificar la Constitución vigente para crear un nuevo régimen constitucional que legitimara la dictadura. La consulta popular se realizó el 30 de noviembre con papeletas de color celeste por el "SÍ" a la reforma y papeletas de color amarillo por el "NO" a la reforma.
El resultado fue una rotunda victoria por la papeleta del "NO" con un 56,83%, mientras que la papeleta del "SÍ" obtuvo un 42,51% y los votos en blanco un testimonial 0,66%. El rechazo popular a la propuesta de reforma de la dictadura desencadenó el proceso de apertura democrática en el Uruguay.
Para negociar un camino de apertura democrática, después de la grave derrota que sufrió la dictadura en el plebiscito constitucional de 1980, los militares reclamaron “interlocutores válidos” de parte de los partidos políticos tradicionales. Así, la dictadura inició la desproscripción política de múltiples dirigentes políticos y preparó la celebración de elecciones internas entre las fuerzas políticas.
Estas fueron las elecciones internas de 1982, en la que participaron el Partido Colorado, el Partido Nacional y la Unión Cívica. Permanecieron proscritos los partidos de izquierda en todas sus denominaciones, por lo que el líder del Frente Amplio, el Gral. Líber Seregni, impulsó desde la prisión el voto en blanco.
Dos días antes de las elecciones internas, el 26 de noviembre de 1982, el gobierno decretó un feriado bancario y el abandono de «la tablita» que desde 1978 preanunciaba el tipo de cambio. La medida significó una abrupta devaluación del peso uruguayo, que en pocas semanas pasó de 13 a 39 nuevos pesos. El malestar se reflejó en las urnas dos días después. 
Las elecciones internas llevadas a cabo el 28 de noviembre de 1982, a padrón abierto y con voto no obligatorio, significó una nueva derrota para el régimen militar. El 60,61% de los habilitados a votar concurrieron a los comicios y dentro de todas las fuerzas políticas triunfaron los sectores opositores de la dictadura. En el Partido Colorado se consolidaron los liderazgos de Julio María Sanguinetti y Enrique Tarigo, mientras que entre los blancos se confirmó la fortaleza del líder Wilson Ferreira Aldunate, todavía en el exilio, tras el éxito de su sector, que encabezó el historiador Juan Pivel Devoto. 
“Ahora, si quieren hablar, ya saben con quiénes tienen que hablar”, señaló Ferreira Aldunate desde México.
A partir de ese momento comenzaron a funcionar las Convenciones partidarias y se iniciaron las conversaciones con el gobierno para pautar los caminos a seguir para la salida de la dictadura. Las primeras conversaciones se llevaron a cabo entre mayo y julio de 1983 en el Parque Hotel. 

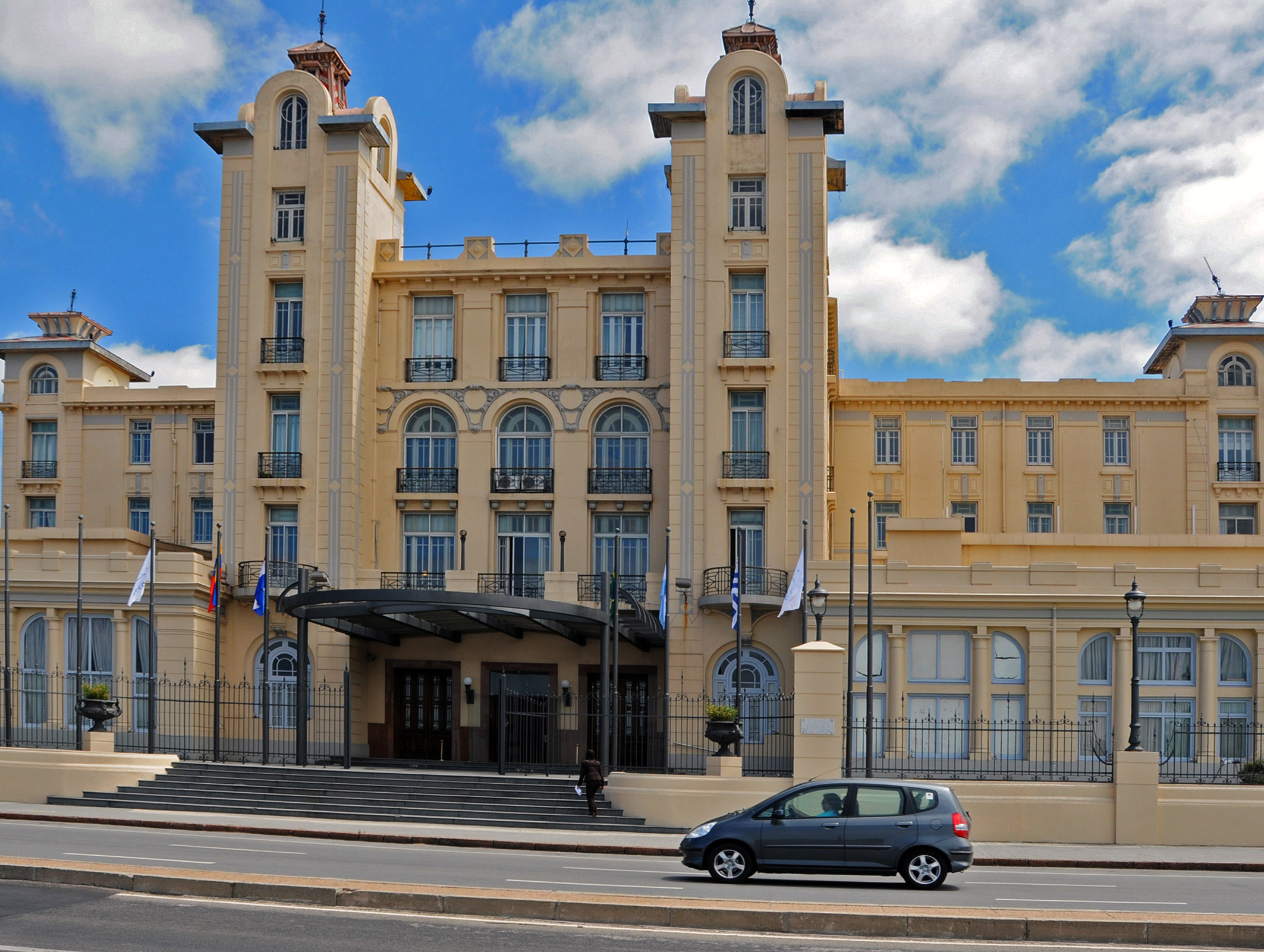
Edificio Parque Hotel fotografiado en el año 2010. Lugar donde ocurrió la primera ronda de conversaciones para negociar la transición. Actualmente es el edificio que oficia de sede administrativa del Mercosur y del Parlamento del Mercosur.

El 13 de mayo de 1983 se realizó la primera reunión en un salón del Parque Hotel, a la que asistieron los colorados Julio María Sanguinetti y Enrique Tarigo, los blancos Juan Martín Posadas, Gonzalo Aguirre y Fernando Oliú; y los cívicos Juan Vicente Chiarino, Humberto Ciganda y Julio Daverede. Pero desde la primera reunión, fue previsible que no había una negociación sino un intento de imponer la presencia militar en el futuro gobierno, por lo que las negociaciones no prosperaron.
El presidente militar Gregorio Álvarez, que había asumido el día 1 de septiembre de 1981 y era reacio a la apertura, en 1983 convocó a formar un partido que defendiera los postulados del "proceso"; eufemismo utilizado entonces para referirse a la dictadura. No tuvo el más mínimo eco.

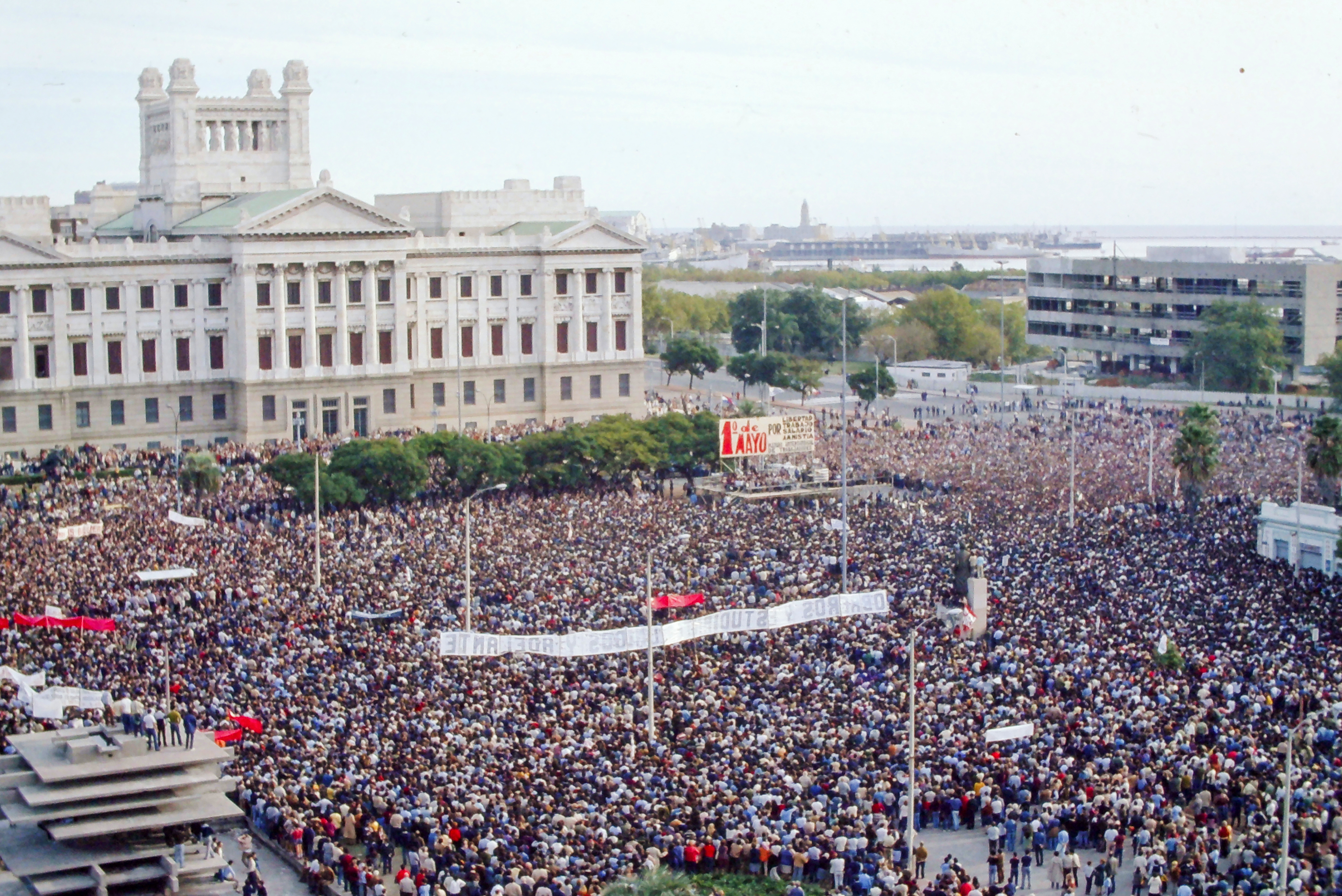
Acto del 1 de mayo de 1983.

Ya para 1983 buena parte de la sociedad uruguaya comenzaba a movilizarse; varios espacios culturales brindaron un lugar para el desarrollo de acciones de resistencia y los gremios comenzaron, paulatinamente, a reactivarse. En ese sentido el gobierno autorizó la creación de asociaciones de trabajadores por empresa, que se nucleó en el Plenario Intersindical de Trabajadores (PIT) y permitió la realización de un acto para el 1 de mayo de 1983, que resultó multitudinario. El movimiento estudiantil, por su parte, conformó la Asociación Social y Cultural de Estudiantes de la Enseñanza Pública (ASCEEP).
Hacia mediados de 1983 comenzaron los primeros apagones y caceroleos masivos como forma de expresar el repudio a la dictadura y en septiembre se realizó la “semana del estudiante” con una convocatoria altamente exitosa. En este marco de creciente movilización social fue creada la “Intersectorial” como espacio de coordinación entre los partidos políticos y las organizaciones sociales. 

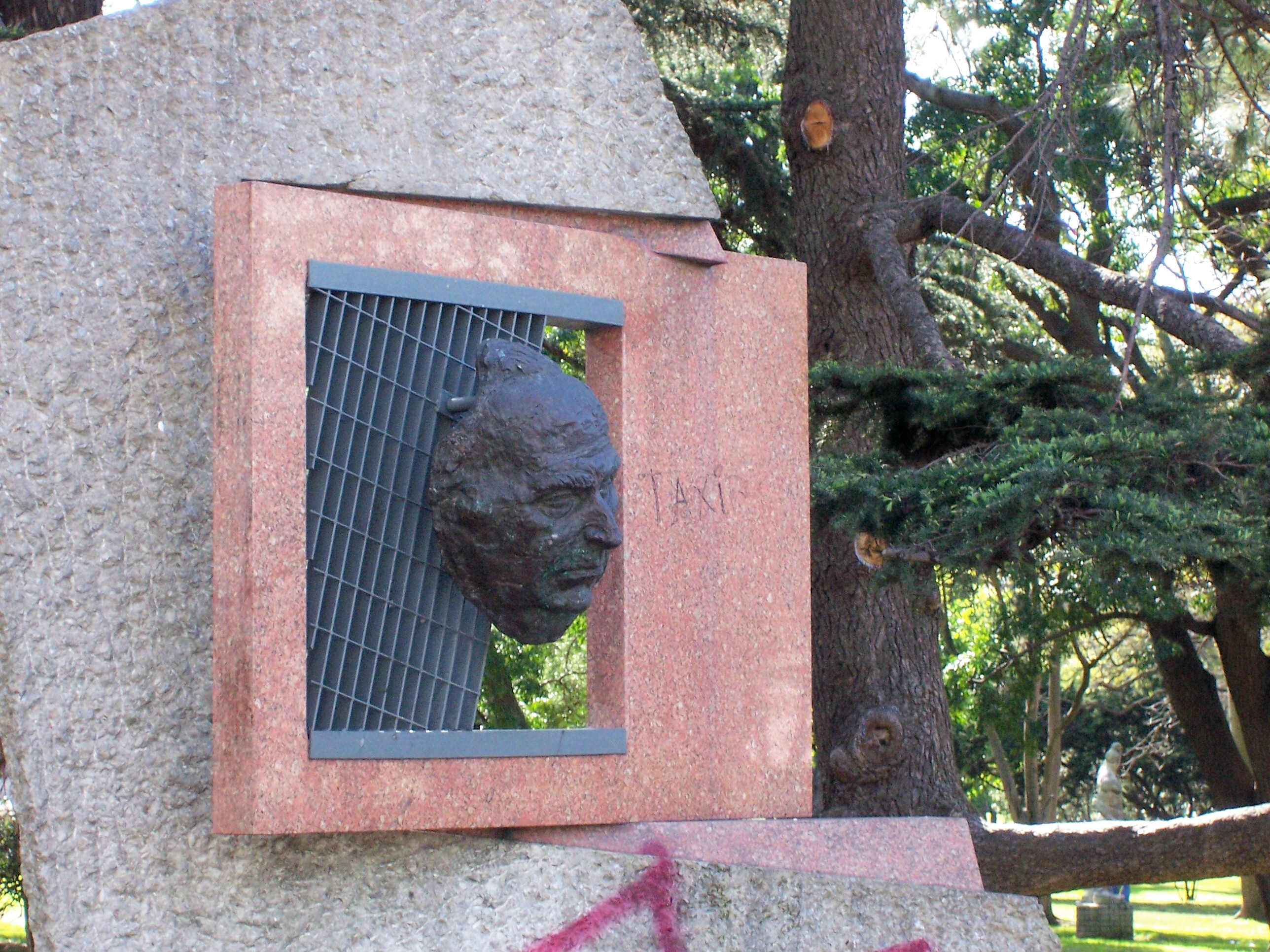
Monumento al actor Alberto Candeau, principal orador en el Acto del Obelisco.

El 8 de octubre de ese año los partidos políticos tradicionales emitieron una declaración conjunta en la que establecieron condiciones mínimas para reiniciar las conversaciones con las Fuerzas Armadas. Pasados los meses y al no registrarse respuesta desde el gobierno, Jorge Batlle propuso la realización de un gran acto conjunto de masas para exigir en él la celebración de elecciones libres el último domingo del noviembre de 1983. Este acto se realizó el 27 de noviembre y fue llevado a cabo en los alrededores del Obelisco de Montevideo y bajo la consigna “Por un Uruguay democrático y sin exclusiones”. Conocido como el "Acto del obelisco" fue un momento culmine de este proceso de lucha.

El actor Alberto Candeau, destacada figura de la Comedia Nacional, leyó la proclama la cual culminaría de este modo:
«¡Compatriotas!: […] proclamemos bien alto y todos juntos, para que nuestro grito rasgue el firmamento y resuene de un confín a otro del terruño, de modo que ningún sordo de esos que no quiere oír diga que no lo escuchó: ¡Viva la patria! ¡Viva la libertad! ¡Viva la república! ¡Viva la democracia!».

### Pacto del Club Naval
En julio de 1984 se reiniciaron las conversaciones entre los partidos y los militares, pero esta vez el ausente fue el Partido Nacional. La negativa de los “blancos” se debía a la reclusión a la que era sometido Wilson Ferreira Aldunate, quien había regresado al país el 16 de junio pero había sido detenido de forma inmediata. De esta manera, las negociaciones fueron llevadas adelante por el Partido Colorado, la Unión Cívica y el Frente Amplio (cuyo principal dirigente, Líber Seregni, ya había sido liberado pero se encontraba proscripto).
Como resultado de las primeras conversaciones se fueron derogando algunos de los Actos Institucionales, y se inició la liberación gradual de los presos políticos. Al mismo tiempo se anunció la desproscripción del Frente Amplio pero se mantenía ilegal al Partido Comunista.
Finalmente, el sábado 3 de agosto de 1984 a las 16:00 horas se aprobó y firmó el Acta conteniendo las así llamadas "Bases para la transición", que la historia luego recordaría como "El Pacto del Club Naval". Llamado así por el lugar donde se realizó, la sede del Club Naval ubicado en el barrio de Carrasco, Montevideo, en la calle General French.

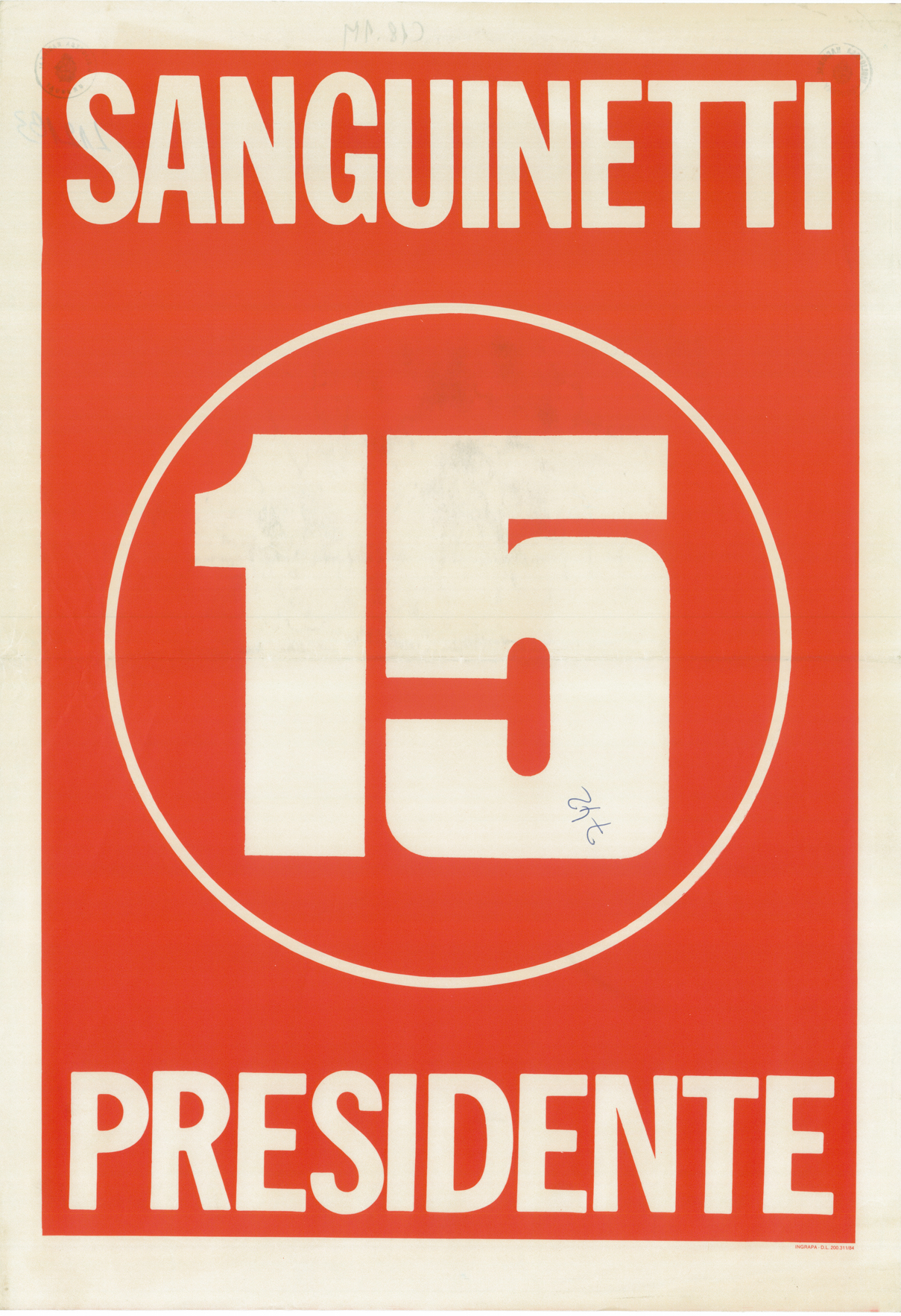
Propaganda política de la Lista 15 a favor de la candidatura de Sanguinetti en las elecciones de 1984.

El largo texto puede resumirse en cinco puntos fundamentales:
1. Poderes de emergencia. Se implantará un estado de insurrección ante hechos violentos que revelen el riesgo de soberanía territorial y el orden público.
2. El Consejo de Seguridad Nacional (COSENA) será asesor y no comprometerá su opinión a la decisión del Presidente. Asesorará en temas tales como ataque a la soberanía y afectación territorial. Desarrollará programas a largo plazo de seguridad nacional.
3. Los mandos serán designados por el presidente de la República con venia del Senado y a propuesta de las Fuerzas Armadas que enviarán una lista de candidatos con el doble de integrantes con relación a las vacantes a cubrir.
4. Nueva Constitución. La Asamblea General actuará como Constituyente desde el 31 de julio al 31 de octubre de 1985 y someterá a la ciudadanía el 24 de noviembre de 1985 las nuevas normas constitucionales. El 1 de marzo de 1986 regirá el nuevo texto constitucional. Mientras esto no ocurra, regirá la Constitución de 1967.
5. El gobierno convocará oficialmente a elecciones para el 25 de noviembre de 1984.

Finalmente, se cumplió con lo estipulado en el punto 5, pero el resto de puntos no fueron llevados a cabo por el gobierno democrático electo y fueron dejadas de lado.
Posteriormente, en septiembre se organizó la Concertación Nacional Programática (CONAPRO). Este espacio se desarrolló entre septiembre de 1984 y febrero de 1985 y en ella participaron representantes de los partidos políticos, organizaciones sociales y gremiales empresariales con el fin de concretar una serie de acuerdos económico sociales a ser puestos en práctica por el futuro gobierno, que permitieran afianzar el proceso transicional y consolidar la democracia.

### Elecciones de 1984

Composición del Senado tras las elecciones.

Como se había previsto, el 25 de noviembre se llevaron a cabo las elecciones nacionales, muchos políticos continuaban proscriptos y varios miles de ciudadanos tenían vetada la posibilidad de votar. Dentro del Partido Nacional el líder blanco Wilson Ferreira estaba proscrito y aún preso en el cuartel de Trinidad, mientras que el líder frenteamplista Líber Seregni estaba proscrito de la actividad política y el candidato natural colorado, Jorge Batlle, establa proscrito de ser candidato a Presidente pero no de legislador. Los comicios fueron fiscalizados por la Corte Electoral (dirigida por su interventor Nicolás Storace Arrosa)

Composición de la Cámara de Representantes tras las elecciones.

La victoria recayó en el Partido Colorado con la fórmula Julio María Sanguinetti - Enrique Tarigo con la promesa del "Cambio en Paz", obteniendo algo más del 41% de los votos y, con ellos, 41 diputados y 13 senadores, a los que se suma al vicepresidente Enrique Tarigo.
De los 41 diputados, 35 pertenecían a sectores batllistas, mientras que solo seis respondían al sector de la Unión Colorada y Batllista del expresidente Jorge Pacheco Areco. En la cámara alta, 10 senadores le correspondieron al batllismo y 3 a la UCB. La presencia legislativa del nuevo gobierno era relativamente fuerte, con un partido que superaba los dos quintos de la asamblea, con un gran dominio de los sectores batllistas.

## Asunción
El 1 de marzo de 1985 Julio María Sanguinetti asumió, con 49 años de edad, como presidente de la República, primer presidente democrático tras 12 años de dictadura.
El presidente militar de facto, Gregorio Álvarez Armellino, había renunciado el 12 de febrero de 1985 y fue sustituido por un breve tiempo como presidente interino por Rafael Addiego Bruno, presidente de la Suprema Corte de Justicia. Esto provocó que la ceremonia de transmisión de mando con la entrega de la banda presidencial sea particular, ya que fue entregada a Sanguinetti por su vicepresidente, el abogado Enrique Tarigo.
Posteriormente, Sanguinetti explicó este episodio de la siguiente manera:

La banda nosotros no la queríamos recibir del poder militar, que era un poder de facto, que era el que detentaba él. De modo que él, en realidad, le entregó al presidente de la Corte de Justicia, él se la dio a Tarigo, y Tarigo, ya jurado como vicepresidente ante la Asamblea General, fue quien me la puso a mí en el carácter de presidente. Aquella ceremonia no le llamamos transmisión de mando porque sentíamos que no se podía hablar de transmisión porque el que transmitía no tenía legitimidad en lo que estaba transmitiendo, por eso le llamamos ceremonia de asunción.

A la ceremonia de inauguración asistieron gran número de mandatarios y un total de 72 delegaciones extranjeras, como expresión del apoyo de la comunidad internacional a al nueva etapa política en Uruguay.Estuvieron presentes primeros mandatarios como el presidente de Argentina Raúl Alfonsín, el presidente del Gobierno de España Felipe González, el primer ministro de Italia Bettino Craxi y los presidentes de Colombia Belisario Betancur, de Venezuela Jaime Lusinchi (acompañado de expresidentes), de Bolivia Hernán Siles Zuazo, de Costa Rica Luis Alberto Monge, de Guatemala Óscar Humberto Mejía Víctores y de Nicaragua Daniel Ortega. Además de vicepresidentes y ministros de alto rango, como el secretario de Estado de los Estados Unidos George Shultz. Brillaron por su ausencia los mandatarios de Brasil, Paraguay y Chile, los tres aún en dictadura.

## Gabinete
Sanguinetti buscó formar un gobierno de "unidad nacional" que permitiera superar el clima de confrontación que precedió a la dictadura y crear mejores condiciones para la restauración democrática. Contó con el apoyo del líder nacionalista Wilson Ferreira Aldunate (liberado cinco días después de las elecciones) que prometió garantizar la "gobernabilidad" el mismo día en el que quedó en libertad, no obstante, ni el Partido Nacional ni el Frente Amplio estuvieron de acuerdo en integrar formalmente el gobierno.
En esas condiciones, Sanguinetti buscó designar un gabinete que trascendiera sus propias filas, recibiendo el nombre "entonación nacional". 
Dentro del Partido Colorado, nombró ministros de distintos sectores. Los ministros de su sector, Batllismo Unido, fueron: Carlos Manini Ríos (Interior), Ricardo Zerbino (Economía y Finanzas), Jorge Sanguinetti (Trabajo y Obras Públicas), Roberto Vázquez Platero (Ganadería, Agricultura y Pesca), Adela Reta (Educación y cultura) y Hugo Fernández Faingold (Trabajo y Seguridad). Mientras que del sector Unión Colorada y Batllista (UCB) nombró a Carlos Pirán (Industria, Minería y Energía), luego sumando a Alfredo Silvera Lima como ministro de Turismo, creado en 1986.
De otro partidos se designaron al nacionalista Raúl Ugarte (Salud Pública), al histórico dirigente cívico Juan Vicente Chiarino (Defensa Nacional) y al independiente, pero de origen blanco, Enrique V. Iglesias (Relaciones Exteriores).
En los directorios de los entes autónomos también se buscó esa "entonación nacional", incluyendo representantes de blancos, cívicos y frenteamplistas.
| Gabinete del gobierno de Julio María Sanguinetti | Gabinete del gobierno de Julio María Sanguinetti | Gabinete del gobierno de Julio María Sanguinetti | Gabinete del gobierno de Julio María Sanguinetti | Gabinete del gobierno de Julio María Sanguinetti | Gabinete del gobierno de Julio María Sanguinetti |
| Ministerio                                       | Ministro                                         | Partido                                          | Partido                                          | Período                                          | Subsecretario |
| ------------------------------------------------ | ------------------------------------------------ | ------------------------------------------------ | ------------------------------------------------ | ------------------------------------------------ | --- |
| Ministerio de Defensa Nacional                   | Juan Vicente Chiarino                            |                                                  | Cívico                                           | 1 de marzo de 1985 - 19 de noviembre de 1987     | José María Robaina Ansó |
| Ministerio de Defensa Nacional                   | Hugo Medina                                      |                                                  | Político no partidario                           | 19 de noviembre de 1987 - 1 de marzo de 1990     | Mario Ferrari Silva |
| Ministerio de Economía y Finanzas                | Ricardo Zerbino                                  |                                                  | Colorado                                         | 1 de marzo de 1985 - 1 de marzo de 1990          | Luis Mosca (1 de marzo de 1985-5 de mayo de 1989) Humberto Capote (5 de mayo de 1989-1 de marzo de 1990)                                                                                       |
| Ministerio de Educación y Cultura                | Adela Reta                                       |                                                  | Colorado                                         | 1 de marzo de 1985 - 1 de marzo de 1990          | Andrés Vázquez Romero (1 de marzo de 1985-25 de mayo de 1985) Julio Aguiar (5 de junio de 1985-1 de marzo de 1988) Nahum Bergstein (1 de marzo de 1988-1 de marzo de 1990)                     |
| Ministerio de Ganadería, Agricultura y Pesca     | Roberto Vázquez Platero                          |                                                  | Colorado                                         | 1 de marzo de 1985 - 2 de junio de 1986          | Pedro Bonino Garmendia |
| Ministerio de Ganadería, Agricultura y Pesca     | Pedro Bonino Garmendia                           |                                                  | Colorado                                         | 2 de junio de 1986 - 1 de marzo de 1990          | Ricardo Lombardo (10 de junio de 1986-17 de febrero de 1988) Alberto Brause (17 de febrero de 1988-9 de mayo de 1989) Alberto André (9 de mayo de 1989-1 de marzo de 1990)                     |
| Ministerio de Industria, Energía y Minería       | Carlos Pirán                                     |                                                  | Colorado                                         | 1 de marzo de 1985 - 2 de abril de 1986          | Fernando Crispo Capurro |
| Ministerio de Industria, Energía y Minería       | Jorge Presno                                     |                                                  | Nacional                                         | 2 de abril de 1986 - 1 de marzo de 1990          | Gustavo Cola Cancela (25 de abril de 1986-22 de septiembre de 1988) Oscar López de la Fuente (28 de septiembre de 1988-1 de marzo de 1990)                                                     |
| Ministerio del Interior                          | Carlos Manini Ríos                               |                                                  | Colorado                                         | 1 de marzo de 1985 - 2 de abril de 1986          | Eugenio V. Baroffio |
| Ministerio del Interior                          | Antonio Marchesano                               |                                                  | Colorado                                         | 2 de abril de 1986 - 28 de julio de 1989         | Raúl Lago (3 de abril de 1986-18 de abril de 1989) Washington Baliero (18 de abril de 1989-28 de julio de 1989)                                                                                |
| Ministerio del Interior                          | Francisco Forteza (hijo)                         |                                                  | Colorado                                         | 28 de julio de 1989 - 25 de agosto de 1989       | Washington Baliero |
| Ministerio del Interior                          | Flavio Buscasso                                  |                                                  | Colorado                                         | 25 de agosto de 1989 - 1 de marzo de 1990        | Roberto Alonso Mora |
| Ministerio de Relaciones Exteriores              | Enrique V. Iglesias                              |                                                  | Político no partidario                           | 1 de marzo de 1985 - 9 de marzo de 1988          | Mario César Fernández (1 de marzo de 1985-4 de marzo de 1986) Alberto Rodríguez Nin (31 de marzo de 1986-11 de diciembre de 1987) Adolfo Castells (11 de diciembre de 1987-9 de marzo de 1988) |
| Ministerio de Relaciones Exteriores              | Luis Barrios Tassano                             |                                                  | Colorado                                         | 9 de marzo de 1988 - 1 de marzo de 1990          | Ope Pasquet (9 de marzo de 1988-9 de agosto de 1989) Jorge Tálice (9 de agosto de 1989-1 de marzo de 1990)                                                                                     |
| Ministerio de Salud Pública                      | Raúl Ugarte                                      |                                                  | Nacional                                         | 1 de marzo de 1985 - 1 de marzo de 1990          | Samuel Villalba |
| Ministerio de Trabajo y Seguridad Social         | Hugo Fernández Faingold                          |                                                  | Colorado                                         | 1 de marzo de 1985 - 5 de junio de 1989          | Renán Rodríguez Santurio |
| Ministerio de Trabajo y Seguridad Social         | Luis Brezzo                                      |                                                  | Colorado                                         | 5 de junio de 1989 - 1 de marzo de 1990          | Jorge Acuña Balestra |
| Ministerio de Transporte y Obras Públicas        | Jorge Sanguinetti                                |                                                  | Colorado                                         | 1 de marzo de 1985 - 21 de septiembre de 1989    | Alejandro Atchugarry |
| Ministerio de Transporte y Obras Públicas        | Alejandro Atchugarry                             |                                                  | Colorado                                         | 21 de septiembre de 1989 - 1 de marzo de 1990    | Mirta Costa de Robatto |
| Ministerio de Turismo                            | Alfredo Silvera Lima                             |                                                  | Colorado                                         | 2 de abril de 1986 - 2 de abril de 1987          | Fernando Crispo Capurro (3 de abril de 1986-21 de mayo de 1986) Jorge Baliñas Barbagelata (21 de mayo de 1986-2 de abril de 1987)                                                              |
| Ministerio de Turismo                            | José Villar Gómez                                |                                                  | Colorado                                         | 2 de abril de 1987 - 1 de marzo de 1990          | Fernando Crispo Capurro (3 de abril de 1987-9 de agosto de 1988) Juan Tafernaberry (9 de agosto de 1988-1 de marzo de 1990)                                                                    |
| Secretaría/Oficina                               | Titular                                          | Partido                                          | Partido                                          | Período                                          | Prosecretario/Subdirector |
| Oficina de Planeamiento y Presupuesto            | Ariel Davrieux                                   |                                                  | Colorado                                         | 1 de marzo de 1985 - 1 de marzo de 1990          | Agustín Canessa (10 de abril de 1985-15 de febrero de 1989) Juan Alberto Moreira (15 de febrero de 1989-1 de marzo de 1990)                                                                    |
| Secretaría de Presidencia de la República        | Miguel Semino                                    |                                                  | Colorado                                         | 1 de marzo de 1985-30 de noviembre de 1989       | Walter Nessi |
| Secretaría de Presidencia de la República        | Carlos Balsa                                     |                                                  | Colorado                                         | 30 de noviembre de 1989-1 de marzo de 1990       | Walter Nessi |

## Política interna

### Amnistías

#### Liberación de presos políticos
El gobierno, poco tiempo después de asumir, tomó rápidamente muchas y distintas medidas para restablecer la plena vigencia de las instituciones democráticas y reparar los daños de la dictadura.
En 1985 se aprobaron dos leyes importantes: la ley de amnistía para los presos políticos (la Ley N.º 15737, también llamada "Ley de Pacificación Nacional", votada después de una semana de haber asumido el gobierno, el 8 de marzo) y la de restitución de los funcionarios públicos destituidos en la dictadura (Ley N.º 15783, promulgada el 28 de noviembre).
Con estas leyes se liberó a los presos políticos que aún estaban en prisión, se restituyeron funcionarios públicos destituidos, se devolvieron a sus legítimos propietarios diversos bienes expropiados y se legalizó a partidos políticos (como el Partido Comunista, entre otros), a grupos y organizaciones gremiales (estudiantiles y obreras) y culturales; y fueron rehabilitadas las publicaciones prohibidas por la dictadura.
En particular, el Poder Legislativo derogó el acto institucional n.º 19 (la última norma establecida en la dictadura, que reguló la transición) sin haber aplicado ninguna de las disposiciones que referían al futuro gobierno (como el carácter constituyente de la Asamblea General o la continuidad del Cosena), restableciendo de esa forma la vigencia irrestricta de la Constitución de 1967.
Además, el 11 de abril se creó la Comisión Nacional de Repartición para facilitar y apoyar el regreso al país de todos los ciudadanos exiliados.
Además, nada más asumir el novel gobierno rehabilitó una enorme cantidad de instituciones ilegalizadas por la dictadura. Como la confederación sindical CNT (que pasaría a llamarse PIT-CNT), el Partido Comunista, instituciones teatrales como El Galpón o entidades tan poco revolucionarias como la Asociación de Magistrados del Uruguay (Decreto 97/985).

#### Inicio de la polémica por amnistía a los militares
La cuestión no fue planteada explícitamente hasta que comenzaron a plantearse las primeras denuncias judiciales por las violaciones a los derechos humanos cometidas por integrantes de la dictadura.
Al principio, el gobierno intentó habilitar que la Justicia Militar (dependiente del Poder Ejecutivo) reivindicara su competencia y se encargara de los juicios. Esto generó contiendas de competencia entre la Justicia Militar y la común, las que debieron dirimirse ante la Suprema Corte de Justicia. 
En el año 1986, la máxima autoridad judicial dictaminó que era competente para actuar en las investigaciones la Justicia ordinaria. De inmediato, esta retomó el estudio de los casos y se comenzaron a realizar las primeras citaciones a los implicados.
Entonces el gobierno de Sanguinetti envió al parlamento un proyecto de amnistía para los delitos cometidos durante la dictadura, que fue rechazado rápidamente por la mayoría formada por el Partido Nacional y el Frente Amplio. Seguidamente la bancada del Partido Nacional presentó otro proyecto que establecía una amnistía similar pero con algunas limitaciones. El Frente Amplio condicionó su apoyo a que se introdujeran algunas modificaciones, mientras que la bancada de gobierno se opuso totalmente, y el proyecto no se aprobó.
Las negociaciones entre el gobierno y los partidos de la oposición se intensificaron ante la inminencia de la llegada de las fechas en que los militares debían concurrir a declarar ante la Justicia. Las primeras comparecencias estaban fijadas para el lunes 22 de diciembre de 1986. Entonces, el sector mayoritario del Partido Nacional, Por la Patria, que lideraba Wilson Ferreira Aldunate, cambió su posición y sostuvo que la impunidad para estos delitos había quedado pactada implícitamente en el Pacto del Club Naval, así el wilsonismo se sumó a la voluntad del gobierno de aprobar una ley para acabar con los procesos judiciales. El Movimiento Nacional de Rocha (MNR) liderado por Carlos Julio Pereyra, se opuso a esta decisión, lo que llevó a su ruptura política con Por la Patria.

#### Ley de Caducidad de la Pretensión Punitiva del Estado

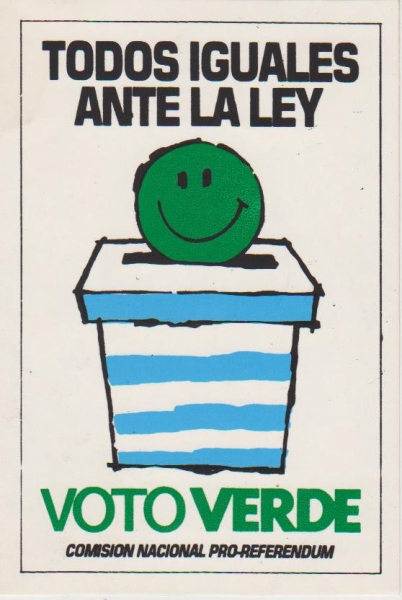
Adhesivo a favor del "Voto Verde" para dejar sin efecto la Ley de Caducidad de la Pretensión Punitiva del Estado vía referéndum.

En el fin de semana anterior al lunes 22 de diciembre, el proyecto ley fue tratada de forma urgente por el Parlamento, discutiéndose en la Cámara de Senadores desde la tarde del viernes 19 y aprobándose en la madrugada del domingo 21. En esta instancia votaron afirmativamente la ley todos los senadores colorados, así como el vicepresidente de la República Enrique Tarigo y la mayoría del Partido Nacional, y en contra el resto de los nacionalistas y la totalidad del Frente Amplio.
Acto seguido fue tratada por la Cámara de Diputados, cuya votación finalizó en la madrugada del lunes 22. Votaron a favor todos los legisladores colorados, con excepción del diputado Víctor Vaillant, y la mayoría de los blancos. Votaron en contra el resto de los legisladores nacionalistas y la totalidad de los frenteamplistas y de la Unión Cívica.
Así se aprobó la ley 15.848 de "Caducidad de la Pretensión Punitiva del Estado" (popularmente conocida como "Ley de Caducidad" y llamada peyorativamente "Ley de Impunidad" por sus detractores). Esta establecía la caducidad del "ejercicio de la pretensión punitiva del Estado respecto de los delitos cometidos hasta el 1º de marzo de 1985 por funcionarios militares y policiales, equiparados y asimilados por móviles políticos o en ocasión del cumplimiento de sus funciones y en ocasión de acciones ordenadas por los mandos que actuaron durante el período de facto".
Sus redactores sostuvieron que la ley aseguraba una cláusula implícita del pacto del Club Naval, mientras que la izquierda y algunos sectores de los Partidos Tradicionales se opusieron y exigieron el libre funcionamiento de la Justicia.

#### Referéndum anulatorio de la Ley de Caducidad de 1989

Departamentos donde ganó el voto verde
Departamentos donde ganó el voto amarillo pero el verde superó el promedio del interior del país.
Departamentos donde ganó el voto amarillo y además el voto verde no superó el promedio del interior del país.

Luego de aprobada la norma, hubo varias iniciativas para eliminarla del ordenamiento jurídico uruguayo. Por un lado, familiares de las víctimas e inclusive algunos jueces penales que tramitaban las causas presentaron recursos ante la Suprema Corte de Justicia para que esta declarara la inconstitucionalidad de la norma legal. Por otra parte, en 1987, legisladores del Partido Nacional presentaron un proyecto de ley que buscaba la anulación de los 4 primeros artículos de la norma. Asimismo, se comenzó un proceso de recolección de firmas que habilitara un referéndum para revocarla (la Constitución establecía el recurso de referéndum contra las leyes dentro del año siguiente a su promulgación, a solicitud de un 25% de los ciudadanos). 
Para la colecta se firmas se instaló la "Comisión Nacional Pro Referéndum". Fue presidida conjuntamente por Matilde Rodríguez Larreta viuda de Gutiérrez Ruiz, Elisa Dellepiane, viuda de Zelmar Michelini, y María Ester Gatti de Islas, abuela de Mariana Zaffaroni, una niña entonces desaparecida. El nombre oficial de la comisión era «Comisión Nacional pro Referéndum contra la Ley de Caducidad de la Pretensión Punitiva del Estado» y también se la conoció con el nombre de «Comisión del Voto Verde».
Finalmente, se alcanzó al número de firmas, constituyéndose la primera consulta popular después de la democracia. Se asignó el color verde a la papeleta "Dejar sin efecto" y el color amarillo a la papeleta "Confirmar" (la ley). La votación fue llevada a cabo el 16 de abril de 1989, el "voto amarillo" (que se oponía a revocarla) le ganó al "voto verde", obteniendo el amarillo un 55.9 % y el verde un 41.3 %. El voto verde obtuvo mayoría en la capital (Montevideo) pero quedó en situación fuertemente minoritaria en el interior del país. 
El debate alrededor de la vigencia de la Ley de Caducidad no volvería a ser planteado con fuerza hasta el primer gobierno de Tabaré Vázquez, el que fue el primer gobierno del Frente Amplio y el primero de un partido no tradicional del Uruguay.

### Cambio de sede del Poder Ejecutivo

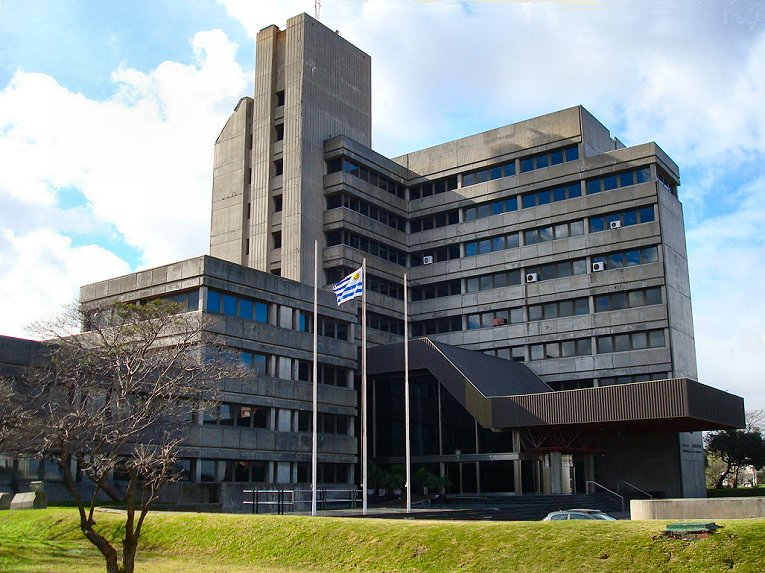
Edificio Libertad, designado en 1985 como nueva sede del Poder Ejecutivo. Fotografía del año 2010.

Durante la dictadura se levantó un edificio en la intersección de las avenidas Luis Alberto de Herrera y José Pedro Varela con la intención de convertirse en la sede del Ministerio de Defensa Nacional. Llegó a instalarse el Ministerio allí, pero bautizado como "Edificio Libertad" por el nuevo gobierno, se decidió ubicar en él las oficinas de la presidencia de la República y el despacho del jefe de Estado.
Con anterioridad, la sede del Poder Ejecutivo uruguayo se encontraba en el Palacio Estévez, actual Museo de los Presidentes. El edificio Libertad fue sede del Poder Ejecutivo desde 1985 hasta el año 2009, cuando el presidente Tabaré Vázquez inauguró la actual Torre Ejecutiva, en la Plaza Independencia, como nueva sede.
Con el correr del tiempo, al edificio se le adosó un parque de esculturas al aire libre, con obras de artistas contemporáneos.

### Energía e industria

#### Energía Nuclear
Uruguay contó durante varios años anteriores con un reactor nuclear pequeño para investigación y capacitación de personal. Había sido donado por los Estados Unidos mediante un acuerdo en 1964 entre este país, el OIEA y Uruguay. Se puso en marcha en el edificio del Centro de Investigaciones Nucleares en Malvín Norte en 1978. Fue apagado y desmantelado por corrosión en el 1985, año del inicio del primer gobierno de Sanguinetti.
En 1988, el Uruguay comenzó conversaciones con Canadá que avanzaron hasta la firma de un acuerdo de cooperación en energía atómica entre ambos países en ese año, el cual no fue conocido hasta la Eco Mundial 92. 
Si bien en el acuerdo no se mencionaba la instalación de una central nuclear, en el segundo artículo de un informe sobre el mismo —firmado por todos los sectores políticos y elevado a consideración de la Cámara de Representantes en la sesión ordinaria del 18 de agosto de 1992— establecía que la instalación de centrales nucleares que se pudieran derivar de la aplicación del acuerdo en base al artículo 215 de la Ley N.º 16.226 del 29 de octubre de 1991, requería ser aprobada por ley.
Sin embargo, a pesar de que el gobierno sucesor al primero de Sanguinetti, el de Luis Alberto Lacalle, casi ratificó el acuerdo en el Parlamento en 1992, el anuncio de la posible construcción de una central nuclear con préstamos del Organismo Internacional de Energía Atómica en Paso de los Toros en 1992 produjo preocupación y diversas movilizaciones sociales, lo que fue parcialmente atribuido al reciente accidente de Chernóbil.
Los movimientos influyeron en la aprobación en 1997, durante el segundo gobierno de Julio María Sanguinetti, del artículo 27 de la ley 16.832 que prohíbe el uso de energía nuclear en el país.

#### Ley Forestal
El camino de la forestación productiva en el país tiene su primer paso en la década de los 60s con el trabajo de la Comisión de Inversiones y Desarrollo Económico (CIDE). A raíz del trabajo de la CIDE, se elaboró un estudio cartográfico de suelos a escala nacional donde se identificaron los predios de prioridad forestal. Con este primer paso se sentaron las bases para el futuro desarrollo de las plantaciones forestales. Esto daría pie al segundo hito en la historia forestal del Uruguay: la primera Ley Forestal de 1968. Esta ley, enviada en 1964 al Parlamento por el gobierno de ese momento, el segundo colegiado blanco liderado por Luis Giannatasio, recién sería aprobada en el siguiente período legislativo durante la presidencia de Jorge Pacheco Areco.

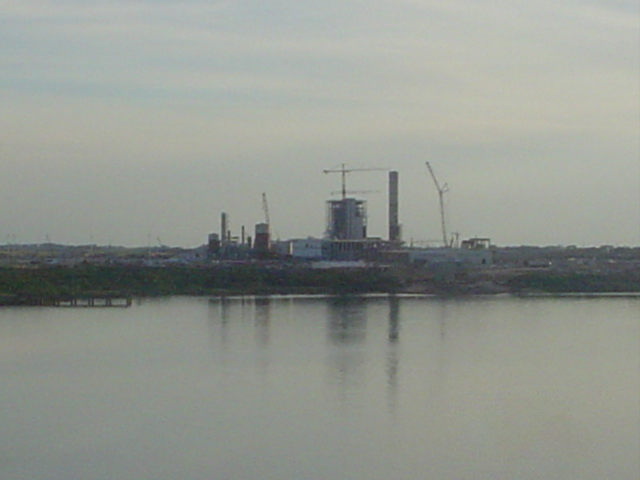
Fábrica de producción de pasta de celulosa de UPM (Ex Botnia) en Fray Bentos, Uruguay. Inaugurada en el año 2007.

A pesar de que la primera ley contiene los elementos fundamentales que dan marco a la actividad forestal en Uruguay, esta centraba la actividad y sus incentivos fiscales en los productores rurales, dejando de lado a posibles inversores provenientes de otros rubros. Además, recién comenzó a operar a partir del año 1975, cuando se instrumenta la reinversión del impuesto a la productividad mínima exigible (IMPROME) en plantaciones forestales aprobadas y calificadas como bosques protectores o de rendimiento por la Dirección Forestal.
El boom del sector forestal se dio a partir de la segunda Ley Forestal (Ley 15.939), promulgada a fines de 1987. En palabras del pionero forestal Omar M. Urioste en una charla en el Rotary Club de Montevideo en 1998: “La respuesta [a la segunda ley] fue distinta y podríamos decir que fue explosiva, pues el ritmo de plantación por año pasó de 2.000 hectáreas a 20.000 y luego a casi 40.000”.
A partir de la ley se desarrollaron sucesivos Programas, Planes y Proyectos, asistidos por instituciones tanto nacionales como internacionales ajustadas a una estrategia y una serie de acciones.
La Política Forestal Nacional se centró en dos grandes objetivos generales: 
1. La conservación de los bosques naturales sobre la base de planes de manejo que aseguraran su sostenibilidad.
2. La ampliación de la base forestal a través de plantaciones, en zonas de menor competitividad relativa con otras producciones agropecuarias.

Para el alcance de los objetivos propuestos, se instrumentaron una serie de mecanismos de incentivo al sector entre los que se destacan: 
- Financiamiento a través de líneas de crédito con plazos y demás condiciones acordes con los ciclos de la plantación forestal.
- Incentivos económicos y tributarios (exoneraciones impositivas a las áreas forestadas y calificadas por la Dirección Forestal como bosques protectores o de rendimiento y a las rentas provenientes de esos bosques, y reintegro del 50% del costo ficto de plantación a partir del año de la plantación y constatado un prendimiento superior al 75% de la plantación inicial).
- Exoneración de impuestos y tasas a la importación de insumos y bienes de capital destinados a la producción y procesamiento de las maderas nacionales.
- Asistencia técnica (a nivel predial mediante técnicos privados y a nivel nacional a través de las instituciones estatales responsables).

Los dos primeros se establecieron a través de leyes y decretos, y los restantes a través de Planes y Programas con asistencia financiera de organismos internacionales y de países donantes. Los resultados alcanzados fueron visualizados en años posteriores, comparando la situación al año 1990 al año 2010: se incrementó la conservación del bosque nativo (área total del país ocupada por bosque nativo se incrementó de 610 a 760 mil hectáreas), el área total plantada bajo proyecto forestal se incrementó de 45.000 a 830.000 ha., la tasa media anual de forestación pasó de 3.000 a 27.000 ha. en el período considerado, entre otros.

#### Ley de Zonas Francas

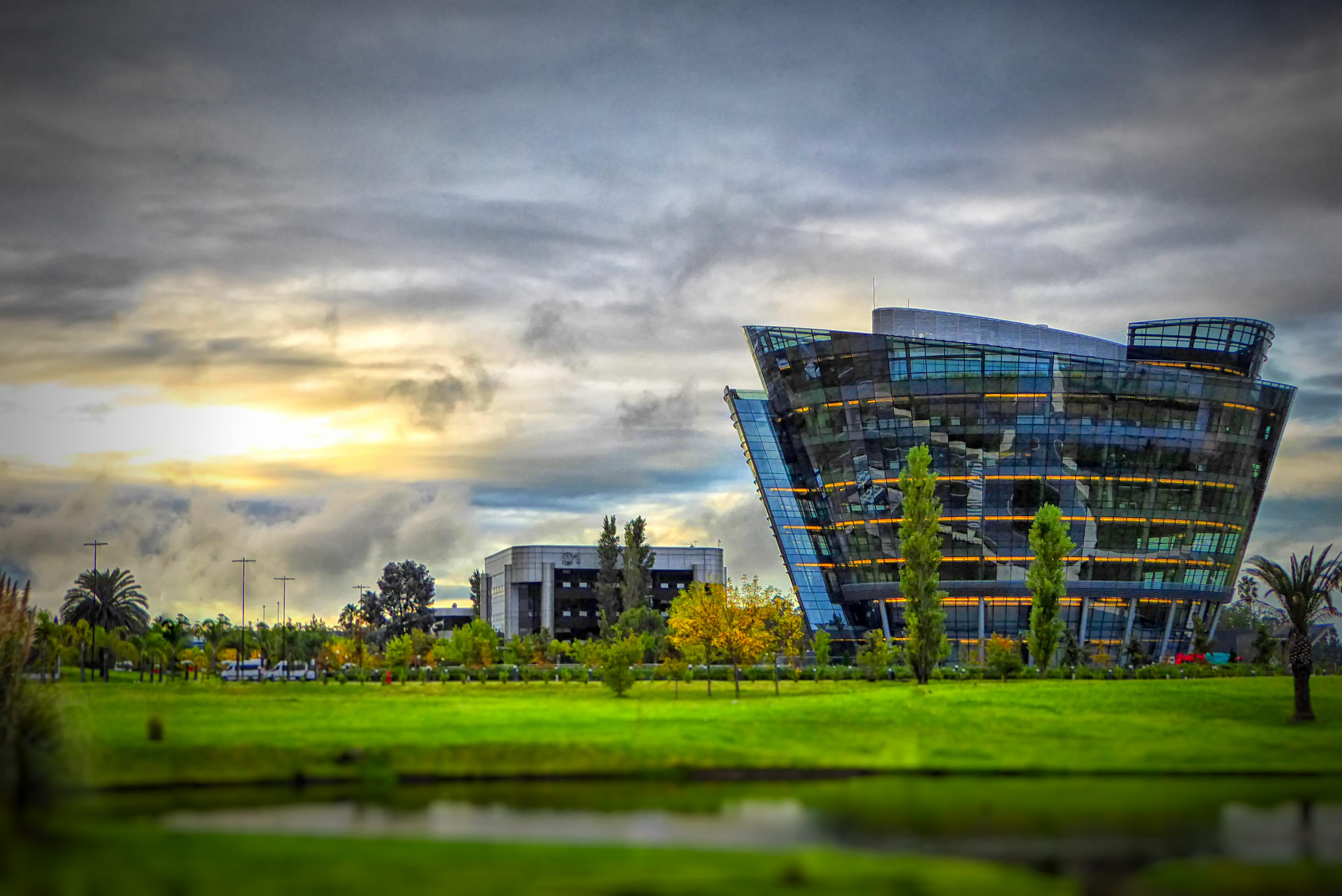
Zonamerica, un parque de negocios y tecnología fundado en 1990 que opera bajo el marco de la Ley de Zonas Francas 1987.

La primera ley de zonas francas (Ley N.º  7.593) de Uruguay data del 20 de junio de 1923, durante la presidencia del colorado José Serrato. En esta primera ley se aprobó la creación de zonas francas en el área portuaria de Colonia y Nueva Palmira con el objetivo de estimular el comercio y la industria en el área portuaria mediante beneficios fiscales y exención de impuestos a usuarios. La primera zona franca se construyó dos años después, en 1925, en Colonia, con el permiso para el desarrollo de operaciones de embarque, desembarque, transformación, perfeccionamiento y clasificación de materias de procedencia extranjera, libre de derechos aduaneros y de cualquier impuesto interno.
Pero en 1987, el primer gobierno de Sanguinetti promovió una nueva ley de zonas francas sin referencias geográficas para los exclaves que superó ampliamente los resultados logrados con la legislación anterior.
Esta Ley, la Ley N.º 15921, promulgada el 17 de diciembre de 1987, establece en su primer artículo:

Declárase de interés nacional la promoción y desarrollo de las zonas francas, con los objetivos de promover las inversiones, diversificar la matriz productiva, generar empleo, incrementar las capacidades de la mano de obra nacional, aumentar el valor agregado nacional, impulsar las actividades de alto contenido tecnológico e innovación, promover la descentralización de las actividades económicas y el desarrollo regional, y en términos generales, favorecer la inserción del país en la dinámica del comercio internacional de bienes y servicios, y los flujos internacionales de inversiones.

Esta ley, considerada un hito que ayudó a impulsar con un salto cualitativo el desarrollo nacional, fue altamente discutida en el Parlamento. En diciembre, el debate en el Senado llegaba su punto más álgido, con cruces entre el vicepresidente Tarigo y senadores blancos, y con posturas definidas en apoyo de la ley como la del colorado Manuel Flores Silva: "nuestro país no ha tenido una política de zonas francas vigorosa porque se ha tenido un concepto muy limitativo de lo que allí se pudiera instalar"; y posiciones definidas en contra de la ley como la respuesta de Luis Alberto Senatore, de la lista 99 de Hugo Batalla, que en ese momento integraba el Frente Amplio: "los beneficios que se otorgan para atraer capitales del exterior son excesivos, y puede que sea un llamador que cueste al país el perjuicio de su propia industria".

#### Sistema de Ferrocarriles
En 1985, el directorio de la Administración de Ferrocarriles del Estado (AFE) fue asumido por el contador Juan Berchesi.

Antigua Estación Central de Ferrocarriles General Artigas. Foto tomada en 2011.

Berchesi contrató al consorcio Ferroplán, para que realizara un estudio de factibilidad de líneas y de funcionamiento del ente. Esta consultora propuso cinco "estrategias alternativas", que iban desde mantener mejorada la red de casi 3000 km hasta una red de tan solo 500 km. No obstante, el Ministerio de Transportes y Obras Públicas elaboró un «Plan Nacional de Transporte», desechando las propuestas de Ferroplán (por las que se pagó más de 300.000 US$). Ese plan, mediante costos inflados, demostró la "no-rentabilidad" del transporte de pasajeros por ferrocarril, para reducir más personal, de acuerdo a los lineamientos del Banco Mundial.[cita requerida]
El 25 de septiembre de 1985, se pone fin a una huelga sindical que había durado 3 meses en la que AFE fue tomada por los huelguistas. En ese lapso, no corrieron trenes ni de pasajeros ni de cargas por todo el país, por lo que tanto la gente como las empresas tuvieron que buscar alternativas por carretera. Para el gobierno, quedó demostrado de que si se suprimían los servicios del ferrocarril, que ya eran considerados por este como deficitarios, era fácilmente reemplazable por medios carreteros, de modo que la huelga fue el puntapié inicial para una posterior supresión de los servicios tanto de pasajeros como de cargas de corta y media distancia.[cita requerida]
El 4 de noviembre de 1985 se suprimen los servicios de pasajeros a en las líneas Durazno-Trinidad, Algorta-Fray Bentos, San José-Fray Bentos, Mal Abrigo-Colonia, Nico Pérez-Melo y el corredor internacional Salto-Concordia que había sido inaugurado tan solo 3 años antes.
El 30 de diciembre de 1987 se resolvió la supresión del servicio de pasajeros. Debido a ello, el 2 de enero de 1988, los trenes solo funcionaron en retorno a sus bases operativas.

### Ministerio de Turismo
El 24 de diciembre de 1986 se promulgó la Ley N.º 15.851 (Rendición de cuentas), que en su artículo N.º 83 crea al Ministerio de Turismo y convalida su actuación así como también sus principales competencias. Estas son: la política nacional del turismo; el fomento de las industrias del turismo; el régimen, coordinación y contralor del turismo; el fomento del turismo hacia el país y dentro de él; la infraestructura turística, el fomento, régimen y registro de prestadores de servicios turísticos. Como primer ministro fue asignado el colorado Alfredo Silvera Lima, y en 1987 asumió José Villar Gómez, quien terminó ese período de gobierno como ministro.

### Ministerio de Ganadería, Agricultura y Pesca
En abril de 1986, mediante el artículo 301 de la Ley N.º 15809 sobre presupuesto nacional, el histórico Ministerio de Ganadería y Pesca pasa a denominarse como Ministerio de Ganadería, Agricultura y Pesca de Uruguay.

### Salud pública

#### Discusión parlamentaria sobre el aborto
En 1985 la despenalización del aborto ocupó un espacio en los ambientes políticos con el primer intento de proyecto de ley de despenalización del aborto en etapa democrática de parte de los entonces diputados Daniel Lamas y Víctor Vaillant, del sector de Corriente Batllista Independiente del Partido Colorado. El proyecto encontró apoyo de parte del entonces presidente Sanguinetti, defensor de la despenalización desde tiempos de la dictadura, pero el proyecto fue desestimado por distintos actores políticos de todos los partidos del país, no logrando tratamiento en cámara parlamentaria.

#### Políticas sobre drogas
El 13 de julio de 1988, el Decreto 463/988 crea la Junta Nacional de Prevención y Represión del Tráfico Ilícito y Uso Abusivo de Drogas en el ámbito de la Presidencia de la República (antecesora de la Junta Nacional de Drogas). La Junta estaba integrada por los Ministros de Interior, Relaciones Exteriores, Economía y Finanzas, Educación y Cultura y Salud Pública y el Prosecretario de la Presidencia de la República quien asumía funciones de Secretario.
Entre sus objetivos principales se estableció la reducción de la oferta y demanda de drogas, la disminución de la inseguridad ciudadana ante la extensión del problema, la creación de una red de asistencia de adictos y la coordinación y cooperación entre organismos e instituciones con competencia en la materia, así como la integración de comités de asesoramiento.

### Educación

#### El nuevo ordenamiento en la enseñanza
El primer gobierno de Sanguinetti mantuvo grandes aspectos de la Ley N.º 14.101 con modificaciones en algunos de sus artículos. Esta ley, llamada Ley de Educación General, fue propuesta en 1972 y aprobada a principios de 1973, cuando Sanguinetti era ministro de Educación y Cultura en el gobierno de Juan María Bordaberry.La Ley de Educación General suprimía la autonomía de los consejos de educación primaria, secundaria y técnica, que quedan sujetos a la tutela de un Consejo Nacional de Educación (Conae) cuyos miembros han de ser designados por el Poder Ejecutivo. Al mismo tiempo, se establece la obligatoriedad del voto secreto para la elección de las autoridades universitarias.
El gobierno electo y los partidos de oposición negoció una nueva ley, sustitutiva de la discutida norma de 1973. El 28 de marzo de 1985 se aprobó ese nuevo ordenamiento que en sustancia reproducía las mismas instituciones, pero bajo nuevas denominaciones: la Administración Nacional de Educación Pública (ANEP) sería dirigida por un Consejo Directivo Central (CODICEN), del que dependían los tres Consejeros Desconcentrados (Primaria, Secundaria y Enseñanza Técnica). Algunos sectores la denominaron "ley de Emergencia" y se mantuvo durante años hasta ser sustituida en el año 2009, pero sin cambios mayores pues se mantuvo la misma estructura pero incluyendo representación gremial en todos los órganos.
El historiador Juan Pivel Devoto asumió como presidente, el sociólogo Aldo Solario como vice y los profesores Nelson Gamboggi, Élida Tuana y Enrique Lessa en carácter de vocales.

#### Plan CAIF
Durante los primeros años de vida democrática, el arquitecto Juan Pablo Terra condujo varias investigaciones sobre la infancia en Uruguay por encargo de UNICEF. En 1986 culminó, junto con la economista Mabel Hopenhaym, una investigación sobre los efectos en la infancia de las políticas implementadas por la dictadura. En estos trabajos, Terra advertía sobre las condiciones de los niños y niñas de las familias pobres, con énfasis en el desarrollo infantil temprano y sus consecuencias, además de realizar un conjunto de recomendaciones.
Ante esta situación, en 1988 se crea el Plan CAIF (Centros de Atención a la Infancia y a la Familia), una iniciativa que contó con el apoyo de UNICEF y que asumió las múltiples carencias identificadas en la primera infancia en situación de pobreza. El Plan CAIF constituye una política pública intersectorial de alianza entre el Estado, Organizaciones de la Sociedad Civil (OSC) e Intendencias Municipales. Su objetivo es garantizar la protección y promover los Derechos de todos los niños y las niñas de 0 a 3 años, priorizando el acceso de aquellos que provienen de familias en situación de pobreza o vulnerabilidad social. Funciona tanto en modalidad urbana como en modalidad rural.

#### Educación terciaria

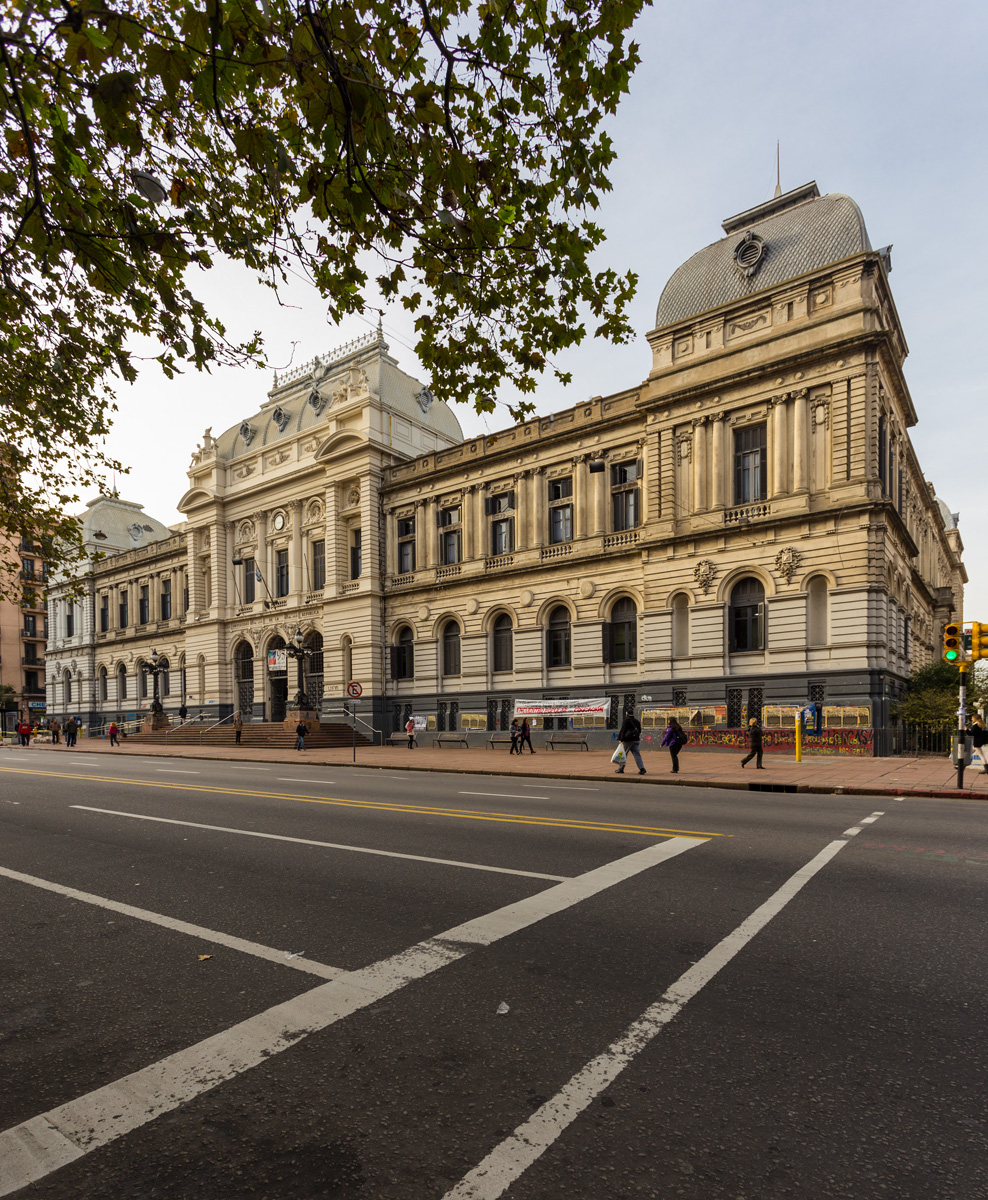
Casa Mayor de la Universidad de la República.

La Universidad de la República (UdelaR), la universidad pública de Uruguay y la más importante del país, había sido ocupada por la dictadura poco después del golpe de Estado del 27 de junio de 1973. El día sábado 27 de octubre de 1973 las Fuerzas Armadas ocuparon todas las facultades y escuelas y el edificio central de la Universidad. Al día siguiente se hizo conocer el decreto 921/973 que disponía la intervención de la Universidad.
En el primer gobierno de Sanguinetti, a tono con el regreso de la democracia, se restauró el sistema anterior de autonomía y cogobierno, instaurado en la Ley Orgánica de la Universidad de la República (Udelar) en 1958.
Al renunciar las autoridades designadas por la dictadura, el rector anterior al golpe de Estado, Samuel Lichtensztejn, se hizo cargo el mismo día en que se estrenó el nuevo Parlamento, el 15 de febrero de 1985. El 2 de marzo, un día después de asumir, el gobierno promulgó la Ley N.º 15736, con disposiciones que convocaban a elecciones de nuevas autoridades para el 5 de septiembre. Esas elecciones culminaron ratificando al rector.

#### Ocupación del IPA y consecuencias en el gabinete
El 24 de octubre de 1985 se inicia la ocupación del Instituto de Profesores Artigas (IPA) en Montevideo después de que el presidente del Consejo Directivo Central (Codicen) de la Administración Nacional de Educación Pública (ANEP), el historiador blanco Juan Pivel Devoto, se negara a dialogar sobre la plataforma reivindicativa del Centro de Estudiantes del IPA (CEIPA).
Pivel solicitó que se desocupara el instituyo lo que ocurrió el 27 de octubre. Los efectivos policiales golpearon a varios estudiantes y 118 fueron detenidos y liberados más tarde. Además, dos diputados del Frente Amplio: Gilberto Ríos y Carlos Negro, que concurrieron al lugar también fueron maltratados por la Policía. Negro fue detenido y llevado a una comisaría en un camión policial, donde permaneció unas horas, lo que significó una violación de los fueros parlamentarios de ambos legisladores.

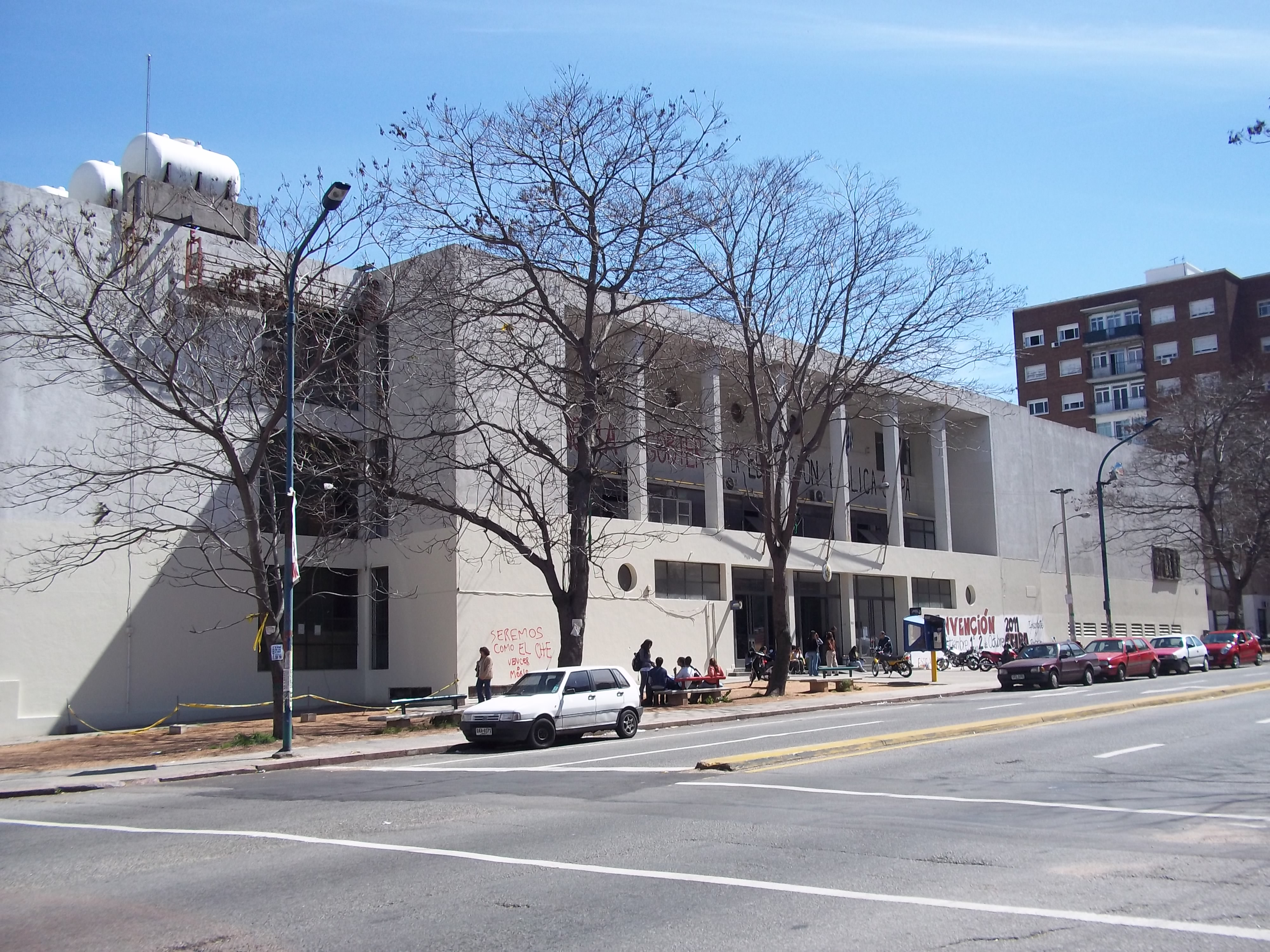
Edificio del Instituto de Profesores Artigas (IPA). Fotografía del 2011.

La actuación policial condujo a la primera interpelación parlamentaria después de la dictadura: la del ministro del Interior, Carlos Manini Ríos, el 27 de octubre de 1985.La interpelación, realizada por el diputado Yamandú Fau (en ese momento frenteamplista), duró más de 24 horas y fue ampliamente difundida por los medios de comunicación.
Luego de dicha interpelación, el ministro se mostró dispuesto a renunciar, pero el presidente Sanguinetti le transmitió al Parlamento  que si se pretendía que el ministro no permaneciera en el cargo, debían utilizar los mecanismos de censura previstos en los artículos 147 y 148 de la Constitución, abriendo el camino para una posible disolución de las cámaras y llamamiento de elecciones. La censura no se produjo y Sanguinetti terminó por remover al ministro en abril de 1986.

### Uso del veto
En octubre de 1985, el gobierno vetó una ley de alquileres que pretendía detener sus reajustes, vinculados a los salarios e, incluso, imponer devoluciones. Se consideró inconstitucional e inconveniente, al imponer una transferencia de ingresos entre sectores y agredir la libertad contractual.
Un tema recurrente en las discusiones sobre el presupuesto fueron las jubilaciones. Se propusieron aumentos, mecanismos automáticos de ajuste y hasta una ley interpretativa que, sin iniciativa del Poder Ejecutivo, pretendió modificarlas siendo inconstitucional, por lo que fue vetada.

### Ciencias

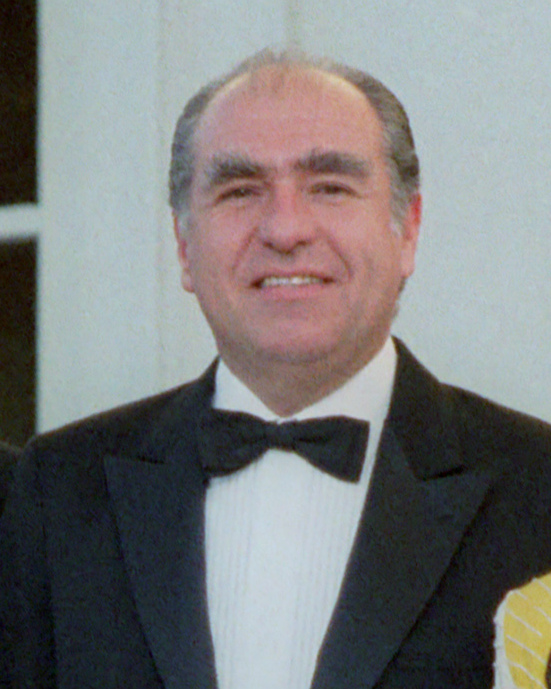
Julio María Sanguinetti en 1986

En 1985 Uruguay se incorporó al programa de Ciencia y Tecnología para el Desarrollo (CYTED) y en octubre del año siguiente se creó el Programa para el Desarrollo de las Ciencias Básicas (PEDECIBA) mediante un convenio entre el Estado y la Universidad de la República, que permitió incorporar a numerosos científicos uruguayos que estaban en el exterior y desarrollar con éxito importantes investigaciones. Una comisión de científicos internacionales convocada por el PNUD y UNESCO evaluó su aplicación luego de tres años de experiencia y recomendó su permanencia.
Paralelamente, el Consejo Nacional de Innovación, Ciencia y Tecnología (CONICYT), presidido por Israel Wonsewer, lanzó un vasto programa de estímulo a las actividades de investigación.
El viernes 7 de abril de 1988 se inauguró un nuevo edificio para servir de sede para el Laboratorio Tecnológico del Uruguay (LATU), ubicado en la avenida Italia.

### Censo nacional de 1985
Durante el transcurso del año 1985, la Dirección General de Estadística y Censos (actual Instituto Nacional de Estadística) llevó a cabo y publicó los resultados del censo nacional realizado. Demostrando un escaso crecimiento demográfico causado por la baja tasa de natalidad y la emigración durante la década anterior, además de mantenerse la tendencia ya manifestada en anteriores censos hacia el despoblamiento rural, el vaciamiento del centro del país y el aumento de la población principalmente en las capital y sus áreas periféricas.
Los habitantes censados fueron 2.955.241, demostrando un leve crecimiento frente a los 2.788.429 del censo anterior de 1975.

## Política exterior
La política internacional fue un aspecto que el gobierno se decidió a recuperar tras años de dictadura. Para ello fue vital el papel del economista independiente, de raíces blancas, Enrique V. Iglesias. Iglesias sirvió como Canciller de la República hasta el año 1988, año en el que fue elegido para presidir el Banco Interamericano de Desarrollo, pasando a ocupar la Cancillería el abogado colorado Luis Barrios Tassano.

### América

#### Brasil y Argentina

Combinación de las banderas de Brasil y Argentina.

La primera salida oficial del país del presidente Sanguinetti fue dos semanas después de asumir, el 14 de marzo, para asistir a la toma de posesión del nuevo gobierno brasileño después de años de dictadura. n mes más tarde, el 19 de mayo de 1985, el presidente argentino Raúl Alfonsín llegó a Colonia para suscribir una fuerte ampliación comercial que, bajo en nombre cauce (CAUCE II), establecía una serie de exoneraciones tributarias recíprocas al tráfico de productos.
Uruguay comenzó un acercamiento con sus dos grandes vecinos, Brasil y Argentina. La coyuntura era particular, pues el gobierno de Sanguinetti compartía junto al de Raúl Alfonsín en Argentina y el de José Sarney en Brasil el hecho de ser gobiernos democráticos salientes de dictaduras. Se enfatizó sobre todo la integración económica regional.Uruguay durante la dictadura había firmado con Argentina el convenio comercial CAUCE, mientras que con Brasil firmó el PEC, pero ahora la integración iría por el lado regional.
Además, las negociaciones encaradas por la Cancillería uruguaya durante este período llevaron a la firma de los acuerdos CAUCE II (1985) y PEC II (1986), que determinaron la ampliación de las preferencias otorgadas a los productos uruguayos.
Uruguay se sumó como observador de la firma del Acta para la Integración Argentina-Brasileña del 29 de julio de 1986.Para posteriormente firmar en el mes de abril de 1988 el Acta de Alvorada, mediante el cual Uruguay se sumó al proceso de integración regional iniciado por Brasil y Argentina (en la Declaración de Foz de Iguazú). En noviembre de ese año se celebró el Tratado de Integración, Cooperación y Desarrollo que fijó un plazo de 10 años para la remoción gradual de las asimetrías.
Estas fueron las bases que llevaron posteriormente, poco después de finalizado el primer gobierno de Sanguinetti, a la firma del Tratado de Asunción del 26 de marzo de 1991. Acuerdo firmado entre Argentina, Brasil, Paraguay y Uruguay, en Asunción, la Capital del Paraguay, que creó al Mercosur.

##### Isla Martín García

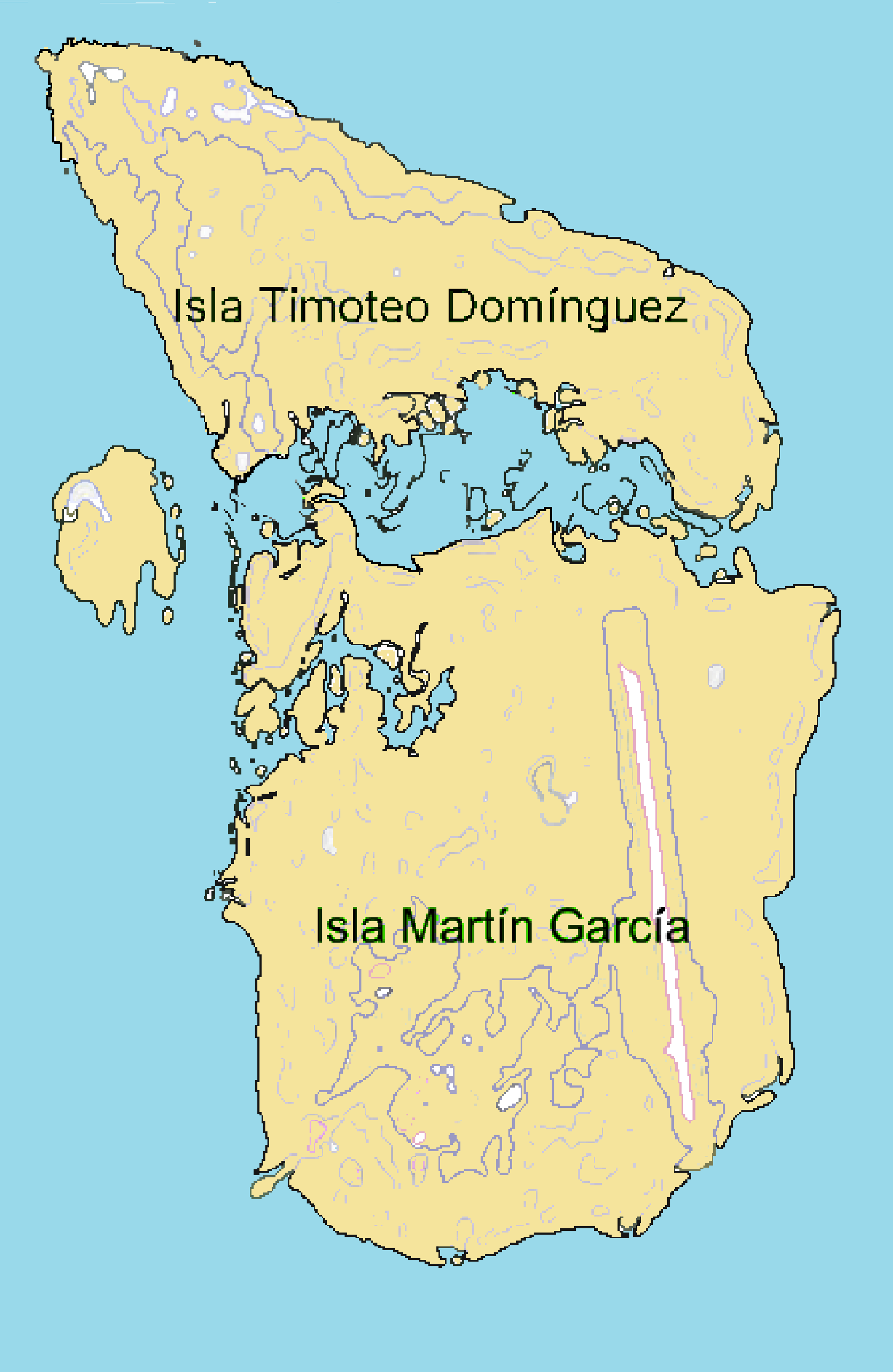
Mapa de las islas Martín García y Timoteo Domínguez del año 2012.

El 18 de junio de 1988 se firmó en Buenos Aires un protocolo que dispuso delimitar la isla Martín García, reconocida como soberanía argentina en el Tratado del Río de la Plata, y el islote Timoteo Domínguez, que continuaba creciendo por aluvión sobre la ribera noroeste de la isla, con dominio uruguayo. Siendo esta la primera y única frontera terrestre entre ambos países.
El presidente Sanguinetti, en un simple ejercicio de soberanía, visitó el islote Timoteo Domínguez en varias oportunidades y dispuso plantar árboles allí. En cada ocasión que el primer mandatario uruguayo se acercaba a la zona en una lancha de la Prefectura Naval, desde el aeródromo argentino partía un avión en obvia actitud de advertencia, pese a las buenas relaciones entre ambos Estados.

#### Cuba
Uruguay había roto sus relaciones con Cuba el día 8 de septiembre de 1964, siguiendo la recomendación de la Asamblea de la Organización de Estados Americanos (OEA) celebrada en Punta del Este, pese a que se abstuvo de votar la resolución.
Durante el primer gobierno de Sanguinetti, el 9 de abril de 1985 se resolvió abrir oficinas comerciales y aun año después, el 17 de octubre de 1986 se reinstaló la misión diplomática permanente, Uruguay fue el primer país en retomar las relaciones desde la decisión de la OEA.
Posteriormente, el 29 de mayo de 1986 se suscribe el primer convenio comercial entre ambos países y el 6 de marzo de 1987 se firman en La Habana un Convenio de Cooperación Económico Industrial y se perfeccionan acuerdos de comercio bilateral a través de la Asociación Latinoamericana de Integración (ALADI).

#### Venezuela

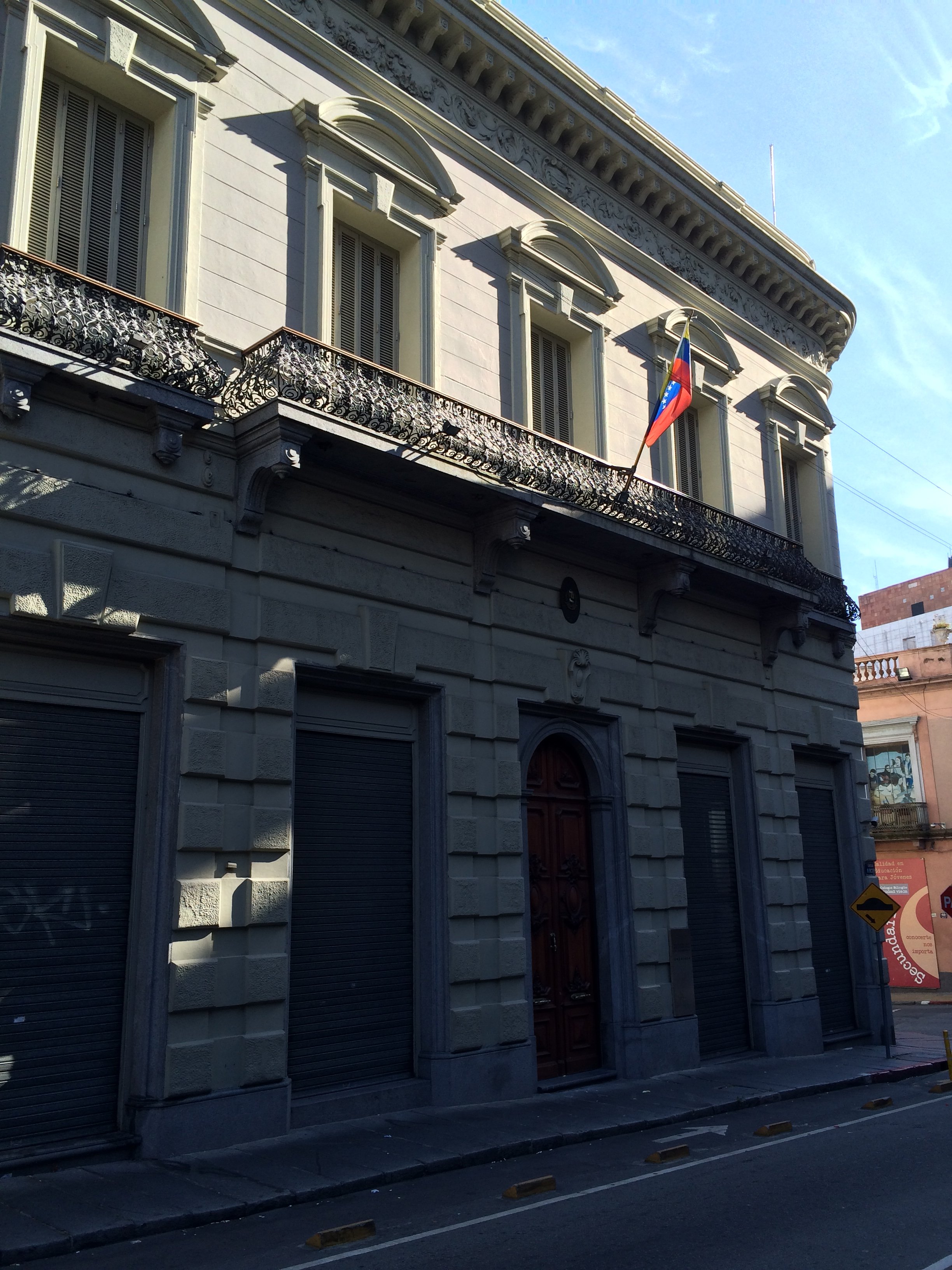
Embajada de Venezuela, en Montevideo, Uruguay. (Fotografía de 2015).

Nada más inaugurarse el nuevo gobierno, el 1 de marzo de 1985 se reestablecieron las relaciones con Venezuela, las cuales se habían roto el 5 de julio de 1976 durante la dictadura. Esto en consecuencia de un polémico incidente ocurrido en el año 1976, cuando la maestra uruguaya Elena Quinteros, que estaba bajo custodia de los militares, ingresó a la embajada venezolana pidiendo asilo político. Ante tal situación, los militares ingresaron a la embajada por la fuerza y tomaron a su rehén. Este hecho llevó a Venezuela a romper relaciones diplomáticas el 5 de julio de 1976.
En abril de 1986 el presidente venezolano Jaime Lusinchi visitó Uruguay.

#### México
El 27 de junio de 1985 se firmó el Convenio de intercambio cultural entre los Estados Unidos Mexicanos y la República Oriental del Uruguay. Los días 9 al 12 de octubre de 1985 se celebró la Reunión Cumbre del Parlamento Latinoamericano en la ciudad de Montevideo, Uruguay a la que asistió el senador Patrocinio González. En esa ocasión se aprobó la Declaración de Montevideo en la que se señala que la deuda externa de la región es impagable. El 16 de diciembre de 1985 el Secretario de Relaciones Exteriores, Bernardo Sepúlveda Amor, asistió a la IV Reunión Ministerial del Consenso de Cartagena en Montevideo, Uruguay, donde se entrevistó con el presidente Sanguinetti, con quien abordó asuntos de carácter bilateral y multilateral.

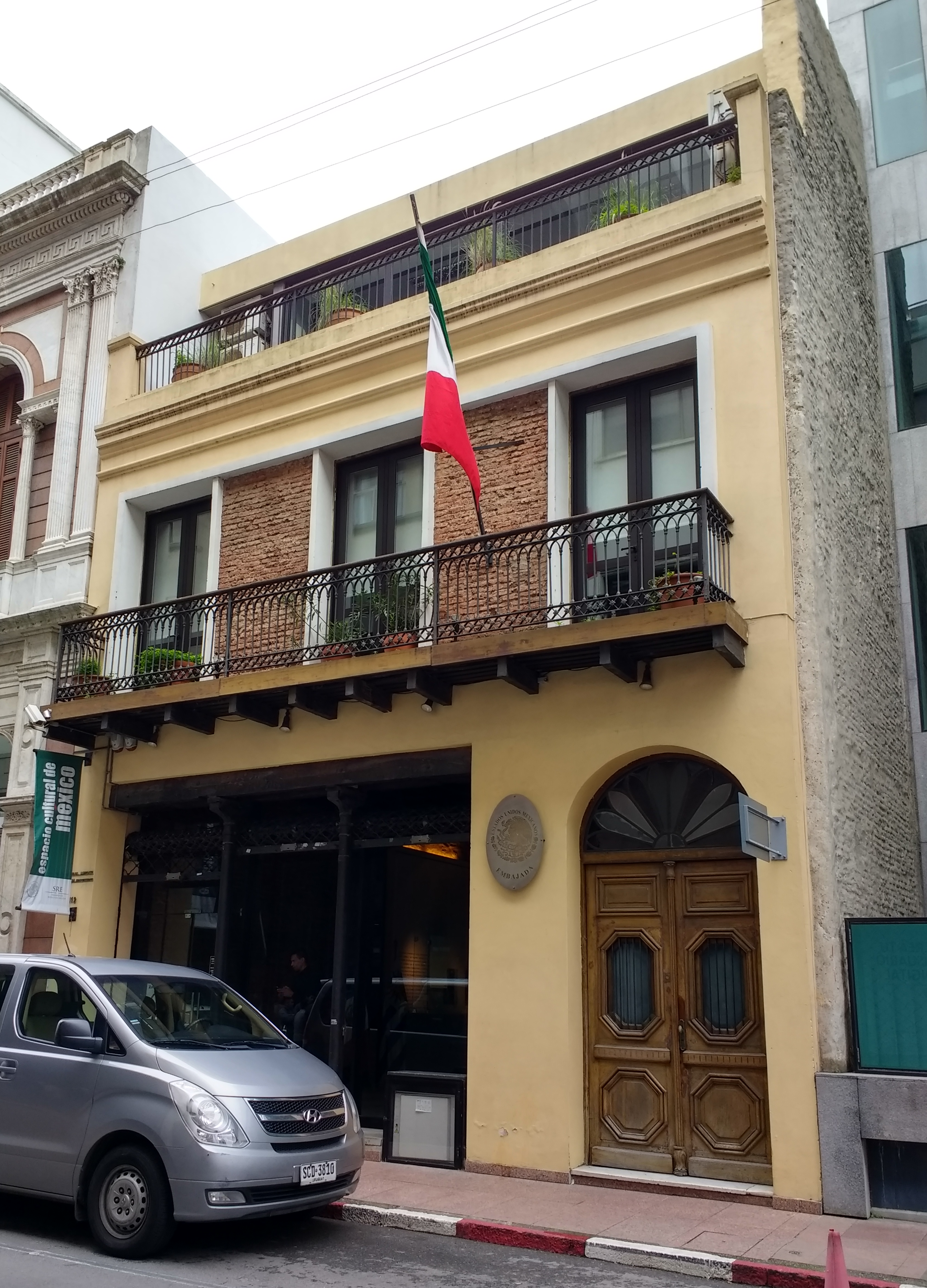
Embajada de México en Uruguay. (Fotografía de 2017).

El 27 y 28 de febrero de 1986, el canciller mexicano Sepúlveda viajó a Punta del Este, Uruguay, para participar en una reunión del Grupo de Contadora. Al término de esa reunión se entrevistó con varios funcionarios de la cancillería uruguaya. El 7 de mayo de 1986 se suscribe el Acuerdo de Complementación Económica México-Uruguay. 
Del 5 al 7 de mayo de 1986, el presidente Sanguinetti realizó una visita de Estado a México, a invitación del presidente Miguel de la Madrid.
El 23 y 24 de octubre de 1987 Sepúlveda viajó a Punta del Este, Uruguay, para participar en la reunión del Grupo de los Ocho y preparar la reunión de jefes de Estado.
En 1988, se suscribe el Convenio de Cooperación en Materia de Seguridad Social entre el gobierno de los Estados Unidos Mexicanos y el gobierno de la República Oriental del Uruguay. El 25 y 26 de junio de 1988 Argentina, Brasil, Colombia, Perú, Uruguay y Venezuela, participaron en la IV Reunión Ordinaria del Mecanismo Permanente de Consulta y Concertación Política, en la ciudad de Oaxaca. En julio de 1988 una comisión del ministerio de Educación y Cultura realizó una visita a México. El 3 de agosto, Salvador Arriola y Barrenechea es nombrado Embajador Extraordinario y Plenipotenciario. Su nombramiento incluyó la representación ante la Asociación Latinoamericana de Integración (ALADI), con sede en Montevideo. En septiembre, personal de la cancillería uruguaya visitó México. El 23 de octubre, el presidente mexicano Miguel de la Madrid, viajó a Punta del Este, Uruguay, a la reunión de jefes de Estado del Grupo de los Ocho (Grupo de Río).

#### Paraguay
El domingo 14 de mayo de 1989 Sanguinetti viajó a Paraguay a fin de asistir a la asunción formal del Gral. Andrés Rodríguez, instalando en el gobierno desde la revolución del 3 de febrero contra el dictador Alfredo Stroessner.

#### Perú
El presidente de Perú, Alan García, llegó el 10 de abril de 1986. Habló en la Asamblea General, donde recibió reproches de la bancada nacionalista, agraviada por los elogios del mandatario peruano a José Batlle y Ordóñez no equilibrados con dichos referidos a Luis Alberto de Herrera.

#### Centroamérica
Entre el 21 y el 30 de noviembre de 1987 el presidente Sanguinetti y el canciller Iglesias visitaron todos los países de América Central, donde el Acuerdo de Esquipulas II había distendido la situación planteada por Nicaragua y el régimen sandinista. La visita comenzó en Costa Rica, presidida por Óscar Arias, premio Nobel de la Paz; prosiguió en Nicaragua, luego en El Salvador, Honduras y finalizando en Guatemala. Se visitaron todos los Parlamentos, siendo la visita uruguaya importante por su protagonismo en el Grupo de Apoyo a Contadora.

#### Estados Unidos

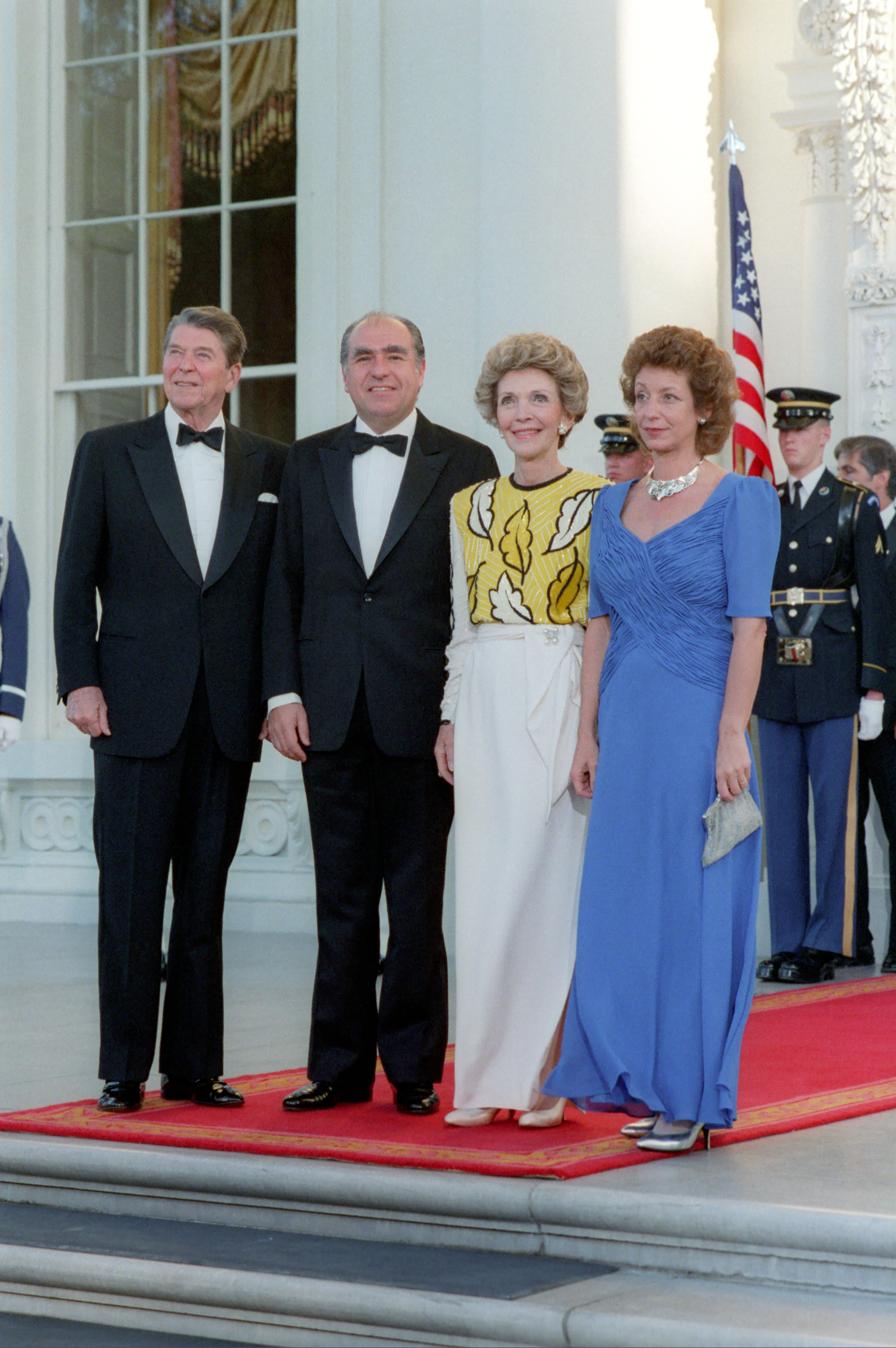
Ronald Reagan y Julio María Sanguinetti, ambos acompañados por sus esposas (Nancy Reagan y Marta Canessa, respectivamente), en la Casa Blanca.

En enero de 1986 el presidente Sanguinetti, en la residencia de Anchorena, recibió la visita de David Rockefeller y de Edward "Ted" Kennedy, con diferencia de una semana.
El 17 de junio de 1986 se dio una visita de Estado a Washington D. C., encabezada por Sanguinetti y acompañado por representantes de todos los poderes. En la Casa Blanca se realizaron entrevistas, una conferencia de prensa y una cena, amenizada por la orquesta de Dave Brubeck, a la que asistieron el presidente uruguayo Sanguinetti y el presidente estadounidense Ronald Reagan, ambos acompañados por sus respectivas esposas. Esta fue la primera reunión entre un presidente uruguayo y uno estadounidense tras la restauración democrática.
A mediados de 1988 el secretario de Estado George Shultz, que había estado para la asunción de mando, retornó a Montevideo, teniendo un almuerzo en la residencia de Suárez con el presidente y distintos líderes políticos de la oposición.
A principios de 1989 asume la presidencia George H. W. Bush. Ese mismo año una delegación encabezada por el presidente Sanguinetti se reúne con el presidente en la oficina Oval. Posteriormente, en Nueva York el presidente se entrevistó con Henry Kissinger.

### Europa

#### España

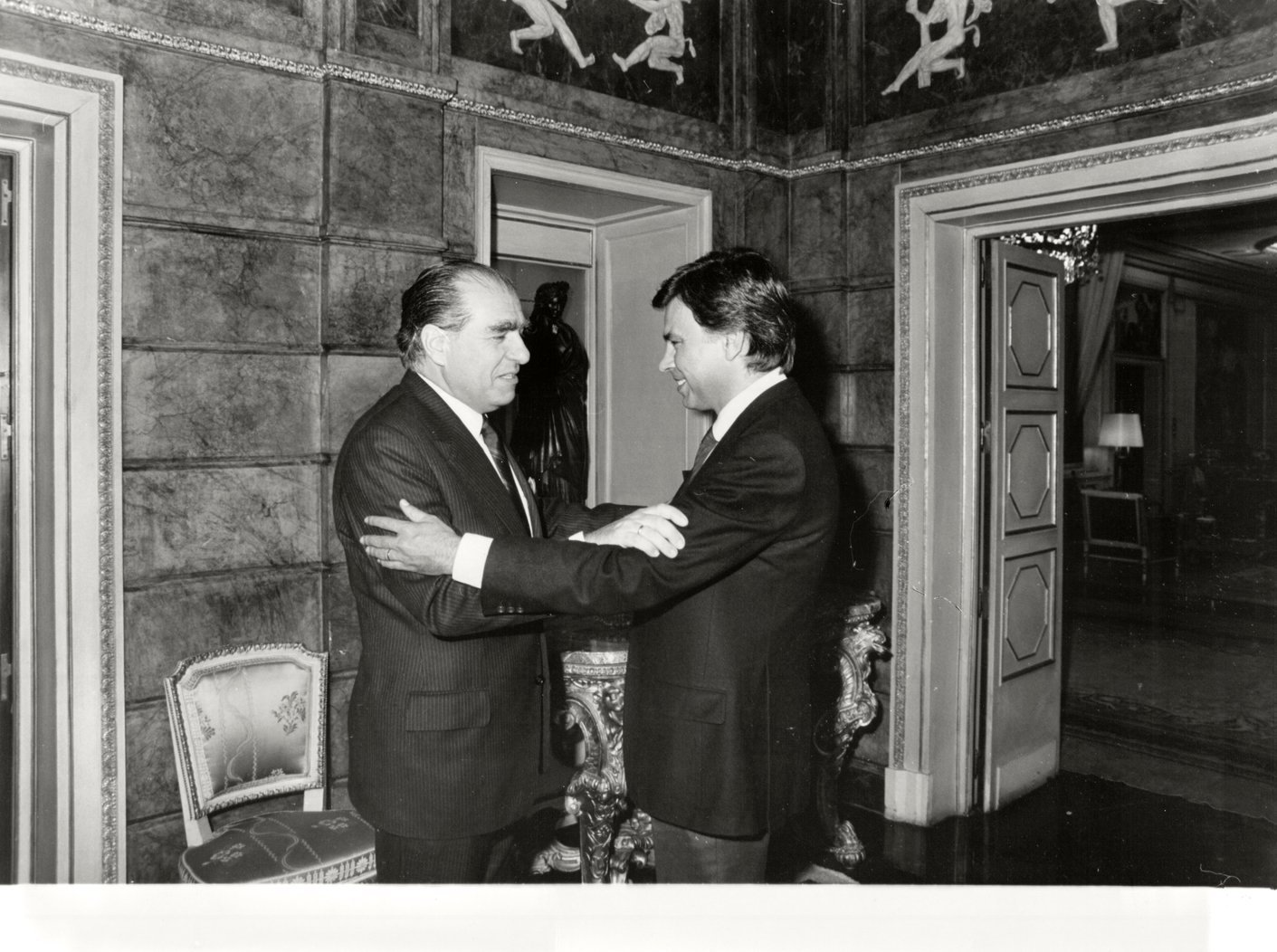
Felipe González recibe a Sanguinetti en Moncloa, el 24 de marzo de 1989.

El presidente del Gobierno de España, Felipe González, fue uno de los mandatarios extranjeros que asistieron a la inauguración del presidente Julio María Sanguinetti el 1 de marzo de 1985. Sanguinetti afirma que iniciaron una relación oficial en 1985, en el Palacio de la Moncloa, que posteriormente devino en íntima amistad.
El 26 de abril de 1986 Sanguinetti visitó España donde se entrevistó con Felipe González, esa misma tarde la delegación acudió a la final de la Copa del Rey invitados por el Rey Juan Carlos al cual saludaron en el evento.Ese mismo día ocurrió el accidente de Cherbobyl. Posteriormente, desde España la delegación uruguaya viajó a Egipto, donde fue recibida por el presidente Hosni Mubarak, y luego a Israel.
El 2 de noviembre de 1987 arribó González a Uruguay, acompañado de los ministros Francisco Fernández Ordóñez, Carlos Solchaga y Javier Solana.

#### Unión Soviética
El 5 de octubre de 1987 se recibió al canciller soviético Eduard Shevardnadze, un acontecimiento importante porque nunca antes un canciller soviético había visitado Sudamérica. El canciller participó de una cena en la residencia de Suárez, estando también presentes Alberto Zumarán, Dardo Ortiz, Enrique Tarigo, Jorge Batlle, Manuel Flores Silva, Líber Seregni y Rodney Arismendi.
En marzo de 1988 se dio la primera y única visita de un presidente del Uruguay a la URSS. Sanguinetti llegó a la Unión Soviética marcada por la política económica de la perestroika de Gorbachov.

#### Estado del Vaticano
El papa Juan Pablo II realizó dos visitas el Uruguay en este período. Una en el año 1987 y otra en 1988. La primera y segunda visita de un papa al Uruguay. La primera se desarrolló durante los días 31 de marzo y 1 de abril de 1987. La segunda se extendió entre el 7 y el 9 de mayo de 1989.

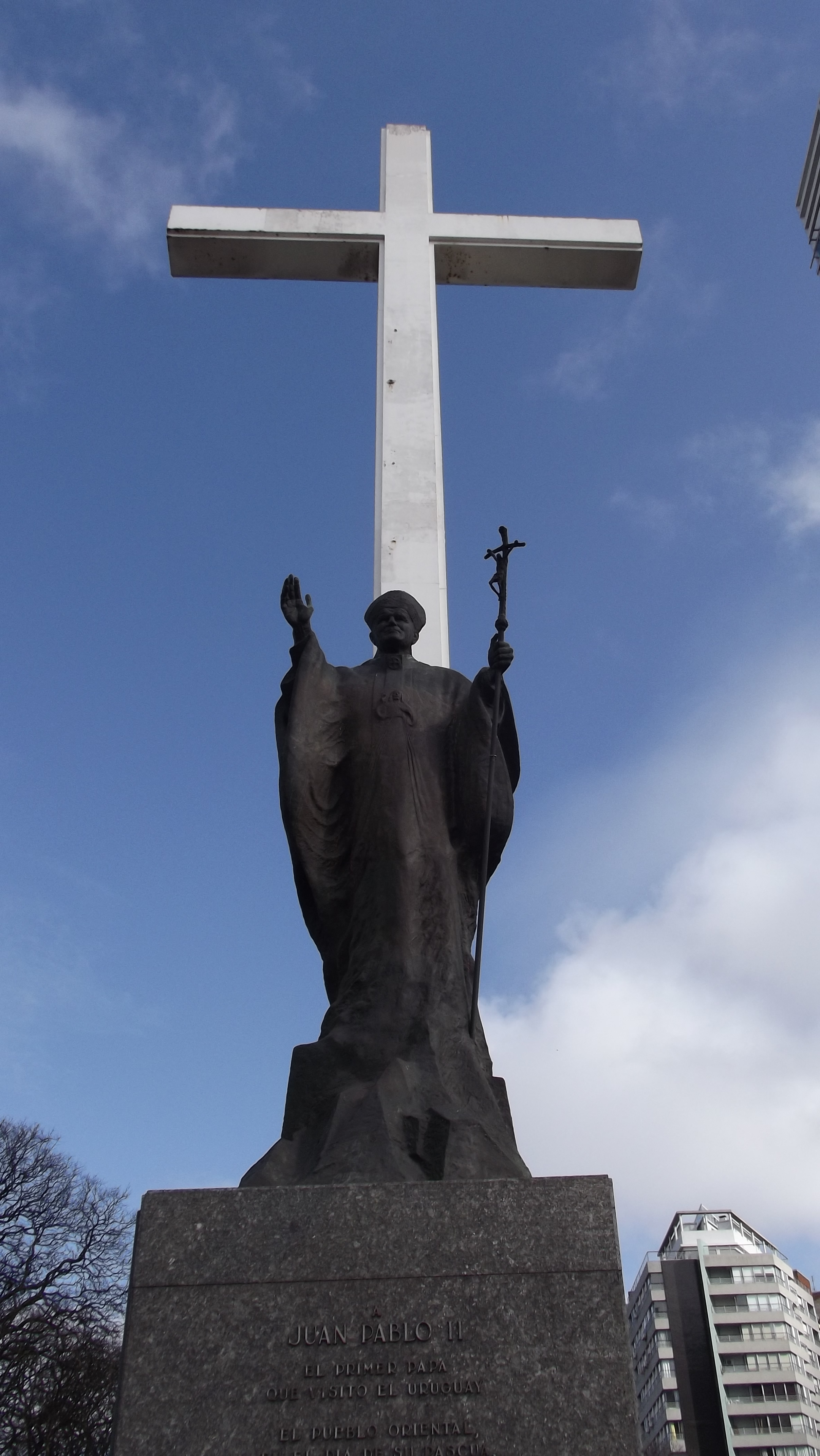
Cruz de Juan Pablo II en Tres Cruces.

La breve estadía en Montevideo de Juan Pablo II en 1987 estuvo enmarcada en su octavo viaje apostólico a América Latina, que incluyó Uruguay, Chile y Argentina. El breve paso de Juan Pablo II por Uruguay se relacionó con la contribución de Uruguay a favor de la paz entre Argentina y Chile en 1979.
El gobierno nombró a Washington Beltrán Mullin como embajador especial que viajó a Roma para discutir detalles del viaje con la diplomacia vaticana, convencida por Enrique Iglesias de que al prever el Papa una visita a Argentina era lógico recalar en Montevideo y celebrar en el Palacio Taranco un nuevo aniversario del acto internacional de aceptación de la misión papal que resolvió el conflicto entre Argentina y Chile por el canal Beagle.
El 31 de marzo de 1987 el papa llegó a Uruguay, siendo recibido en el aeropuerto por el presidente Sanguinetti, acompañado por su esposa y por sus ministros. Después de escuchar al Presidente, el Papa pronunció su primer discurso. De la Iglesia Matriz se dirigió al Palacio Taranco, donde esperaban los cancilleres Dante Caputo y Jaime del Valle, de Argentina y Chile, para recordar la mediación.
El 1 de abril, en la explanada Tres Cruces, a las 10 de la mañana, Juan Pablo II celebró una Misa campal a la que asistieron más de 150.000 personas. Terminada la Misa en Tres Cruces, Juan Pablo II se dirigió al aeropuerto para viajar a Chile y se despidió de Uruguay manifestando su propósito de volver. La promesa del Santo Padre fue confirmada por los Obispos el 14 de diciembre de 1987, cuando comunicaron que el Papa regresaría en mayo de 1988.
Efectivamente, el sábado 7 de mayo de 1988, Juan Pablo II inició la segunda al Uruguay. En este viaje visitaría también Bolivia, Perú y Paraguay.
A raíz de la misa en Tres Cruces de 1987 se erigió una cruz en el sitio donde se ofició. Ese mismo día, después de la ceremonia, Sanguinetti hizo declaraciones ante la prensa después de despedir al Papa proponiendo que la cruz se quedara como rastro histórico de esa primera visita de un Papa a Uruguay. Esto entabló un acalorado debate en el Parlamento, que se resolvió a favor de mantener la cruz en su lugar.

#### Unión Europea
En 1989 una delegación uruguaya encabezada por el presidente Sanguinetti llegó a Bruselas, capital de Bélgica y de la Unión Europea, para entrevistarse con Jacques Delors, el presidente de la Comisión Europea, y Claude Cheysson, el Comisario europeo. Se negociaron algunas mejorías del acceso uruguayo al mercado de carnes europeo. Aprovechando la ocasión, la delegación visitó al Rey Balduino y al primer ministro belga Wilfried Martens.

### Asia

#### China
El día 3 de febrero de 1988 resultó ser un día de suma importancia para las relaciones chino-uruguayas. Ese día el Uruguay estableció relaciones diplomáticas con la República Popular China, esto conllevó a reconocer a la RPC como "el legítimo representante del pueblo chino" y, en consecuencia, desconocer la autoridad de la República de China (Taiwán), rompiendo relaciones con el estado insular.
Este hecho fue la culminación de un largo proceso de múltiples diálogos y reuniones en secreto, llevado a cabo por nociones de pragmatismo y proyección a largo plazo tanto por el presidente Sanguinetti como por el Canciller Iglesias. 
Para ese momento China comenzaba a acaparar casi el 5% de las exportaciones globales de Uruguay, pero fundamentalmente de lana. El problema era que, al no tener relaciones, no había convenios comerciales que establecieran las condiciones de intercambio. El comercio bilateral no estaba enmarcado en ningún estatuto internacional ni en ningún marco normativo. Más aún, al China no ser miembro del GATT, no tenía con Uruguay tratados multilaterales que obligaran en común a ambas partes. 
Esto tenía implicaciones, por ejemplo, en el régimen arancelario que se aplicaba, que podía ser arbitrario y, por ende, dejar al Uruguay en una posición de desventaja competitiva frente a los otros oferentes que le vendían a China. 
Además, el proceso que realizó el primer gobierno de Sanguinetti para establecer relaciones con China fue secreto, esto debido a que las sensibilidades políticas internas hacían su contrapeso. Sin ir más lejos, el ministro del Interior Antonio Marchesano era el presidente de la Comisión de amistad Uruguay Taiwán. Eso hacía que el tema no estuviera nítidamente definido a nivel del Ejecutivo. Aunque Sanguinetti e Iglesias tenían claro cual era el horizonte, la falta de consenso político interno, en una etapa de delicada transición política doméstica, obstaculizaba el camino. 
Además, en 1985, cuando Uruguay volvió la democracia y comienza el gobierno de Sanguinetti, había 135 países del sistema de Naciones Unidas que ya habían establecido relaciones diplomáticas con la República Popular de China, fundada el 1 de octubre de 1949. Anteriormente, había sido un gran hito la resolución 2758 de la Asamblea General de Naciones Unidas del 21 de octubre de 1971, resolución que constituía al gobierno de Beijing como el legítimo de China en Naciones Unidas y expulsó a los representantes de Taiwán. En ese momento, el gobierno uruguayo fue uno de los 35 estados que rechazó el proyecto de resolución. La línea seguida por Uruguay fue la del presidente Jorge Pacheco Areco de apoyar la “propuesta dual”, basada en el derecho de “las dos chinas” a estar representadas en Naciones Unidas.
Para la República Popular de China la existencia de regímenes militares anticomunistas en América Latina no era un impedimento para comenzar relaciones diplomáticas. Este fue el caso, por ejemplo con Argentina (1972) y Brasil (1974). Chile las había establecido en 1970 y la dictadura de Pinochet (1973-1990) las continuó sin problemas.
De esta manera, en el período final de la dictadura ya habían ocurrido ciertas reuniones entre diplomáticos uruguayos y chinos. El 8 de agosto de 1984 se da un encuentro entre directores de la cancillería uruguaya con diplomáticos chinos en la embajada de China en Argentina, posteriormente ese mismo año, en el día 25 de septiembre, se da un encuentro entre el canciller uruguayo Carlos Maeso y su par chino Wu Xueqian en el edificio de la Secretaría General de las Naciones Unidas, Nueva York, Estados Unidos. Ambos coincidieron en la conveniencia de intercambiar misiones comerciales y seguidamente contemplar la instalación de oficinas comerciales. China reiteró que en caso de establecer relaciones diplomáticas no se verían afectadas las relaciones y corrientes comerciales con Taiwán, tal como había sucedido con otros países del cono sur. Pero en caso de que así fuera por decisión de Taipéi, China desplegaría su generosidad para subsanar el daño económico que esa decisión generara. Media hora después de saludarse acordaron que las embajadas en Buenos Aires harían seguimiento y coordinación de los temas tratados, en particular las visitas de las misiones comerciales. 

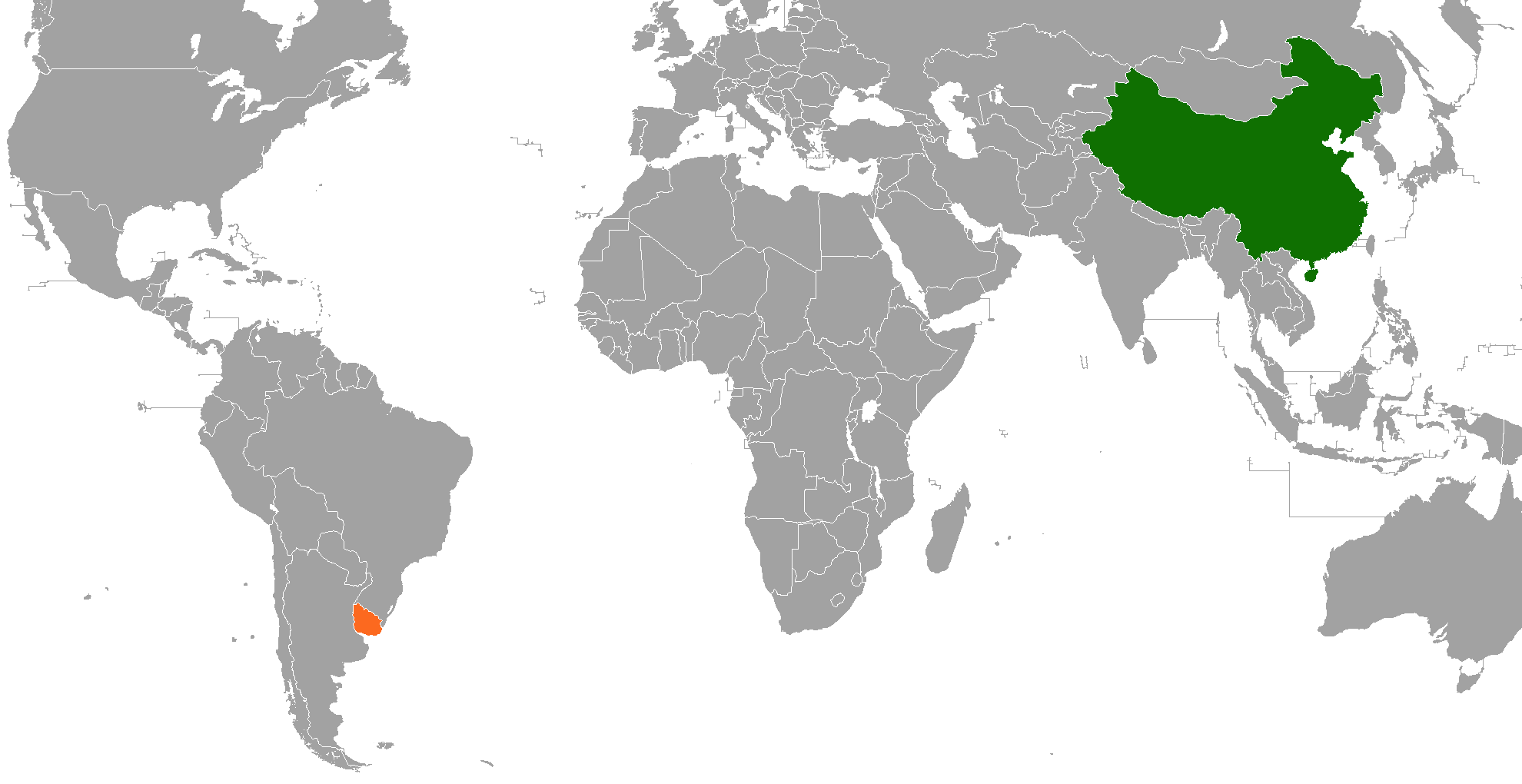

Fue así que una delegación comercial china con nueve integrantes fue despachada a Montevideo en noviembre de 1984.

##### Inicio de las negociaciones confidenciales con la República Popular de China
El 10 de enero de 1985, con Sanguinetti como presidente electo pero antes de asumir, se dio un encuentro entre representantes del Partido Comunista Chino y representantes del Partido Colorado en el Hotel Columbia, Montevideo.
Después de haber asumido Sanguinetti como presidente las conversaciones continúan: el 20 de julio de 1985 miembros del Comité de enlace del PCCh visitan confidencialmente la cancillería siendo recibidos por Iglesias y el primero de septiembre de ese año ocurre un encuentro entre el Canciller Iglesias y Wu Xueqian en la sede de las Naciones Unidas. Además, el 10 de septiembre de 1985 se da un encuentro entre el embajador uruguayo ante Argentina, Luis Barrios Tassano, y su par chino, Wei Baoshan, a fin de descartar que China fuera a hacer una discriminación arancelaria sobre los productos uruguayos. El diplomático chino le envió un mensaje claro que Barrios Tassano no dudó en reenviar a su cancillería con celeridad. 

“Que a su juicio cuanto más rápido se restablezcan las relaciones será mejor para ambos países, aunque reconoció que si nosotros teníamos dificultades ellos como buenos amigos estaban dispuestos a seguir esperando. Pero que les resultaba esencial tener demostraciones de nuestra sinceridad de propósitos dando algún paso concreto, para evitar que se pudiera pensar que estamos en el doble juego de usar a Taiwán como palanca con China Popular y viceversa, consiguiendo así mayores ventajas para ambos”.

Entonces Iglesias supo lo que debía hacer: sugerir una misión comercial a Beijing encabezada nada más ni nada menos que por un ministro para dar garantías de que el país estaba considerando seriamente ese camino. 
Así, se programó que una misión comercial uruguaya arribaría el 20 de noviembre de 1985 en Beijing. Sin embargo, un día antes, el 19 de noviembre, llega a china una misión diplomática secreta llevada a cabo por los diplomáticos Carlos Pérez del Castillo y Guillermo Valles —en ese entonces director general de Asuntos Económicos Internacionales de la cancillería y subjefe del Departamento de Relaciones Económicas Bilaterales respectivamente—. Los diplomáticos llegaron a la madrugada de ese día a Beijing con el pretexto oficial de adelantarse a la primera misión comercial uruguaya en suelo chino, que estaría encabezada por el ministro de Agricultura, Ganadería y Pesca, Roberto Vázquez Platero, y secundada por el director general de Comercio Exterior, Isidoro Hodara. 
Pero la verdadera razón que había llevado a Pérez del Castillo y a Valles a hacer la avanzada en Beijing en secreto era transmitir un mensaje político al Ministerio de Relaciones Exteriores chino: la disposición de Uruguay de encaminarse al establecimiento de relaciones diplomáticas. En las acciones que sugerían Pérez del Castillo y Valles en su informe al canciller Iglesias estaba la creación de un grupo interinstitucional ad hoc que tuviera como principal cometido “preparar las bases de un convenio económico comercial de 3 a 5 años”. 
Después de la misión comercial encabezada por el ministro Vázquez Platero del 20 de noviembre, durante el mes de octubre se desarrollan negociaciones reservadas a nivel de las embajadas uruguaya y china en Buenos Aires.
Más adelante, el 10 de agosto de 1987 se llevó a cabo otra misión diplomática secreta en Beijing, esta vez encabezada por Barrios Tassano. La reunión había sido organizada por su contraparte el embajador chino en Argentina Shen Yunao y el consejero Guillermo Valles, con el objetivo de poner punto final a una negociación de ocho meses e intercambio de proyectos de textos, pero fundamentalmente recoger la voluntad compradora de China para que el presidente pudiera atender el frente de presión interna pro-taiwanés con elementos concretos. Los documentos eran básicamente cuatro acuerdos: una declaración política conjunta, un convenio comercial, un acuerdo de cooperación científico-técnica y un acuerdo cultural.
En esta reunión el gobierno uruguayo pretendía que en el convenio comercial se establecieran para China obligaciones firmes de compra de productos uruguayos para los próximos años, en el que se fijaran montos fijos en volumen para cada rubro de exportación nacional. Pero los negociadores chinos se negaron. Hubo múltiples tensiones por los desacuerdos, pero al final se negoció que para los años 1987 y 1988 Uruguay se beneficiaría de los aranceles más bajos, propios de los países que ya tenían relaciones diplomáticas con China, esto se consagraría luego en un convenio comercial a ser firmado al momento de establecer relaciones diplomáticas. Asimismo, se instalaría una comisión mixta que habría de vigilar el cumplimiento de un “Memorándum de Entendimiento de Intenciones” comerciales, que también se firmaría al normalizar las relaciones.
Con un acuerdo encaminado, el Canciller Iglesias se reunió nuevamente en Nueva York con su par chino Wu Xuequian al margen de la Asamblea General de Naciones Unidas en septiembre de 1987 y procuró, una vez más, asegurar las condiciones contractuales con las que Uruguay tomaría uno de los pasos más importantes de su política exterior en muchos años.
En esta etapa Iglesias aprovechó junto a su equipo la oportunidad de a China al lanzamiento de las negociaciones comerciales internacionales en Punta del Este conocidos como Ronda Uruguay. A pesar de no tener relaciones diplomáticas con Beijing, Uruguay se las arregló para tener entre sus huéspedes oficiales en la inauguración, al ministro de Relaciones Económicas y Comercio Exterior Shen Jueren y una importante delegación.
Finalmente, el cierre del proceso negociador se concretó con el encuentro del 14 de octubre de 1987 en Buenos Aires, entre el canciller uruguayo y el vicecanciller chino Qian Qizhen que luego sería elevado a ministro y quien detentaría dicho cargo por diez años. Allí se rubricaron todos los acuerdos, unos seis documentos bilaterales. Iglesias preparó todos los convenios para su firma en las Naciones Unidas cuatro meses después.
Con todo pactado la oficialización de las relaciones esperó a tener apoyos políticos internos. Siguiendo el gobierno de "entonación nacional y de cambio en paz" era necesario contar con el respaldo mayoritario del Partido Nacional y de –al menos– algunos elementos del Frente Amplio.
Wilson Ferreira Aldunate solicitó unos meses más de tiempo para terminar de aunar voluntades y convencer algunos dirigentes del interior. Su hijo Juan Raúl, junto a Roberto Asiaín y Hugo Batalla se transformaron en la fuerza para procurar el consenso y habían participado de misiones parlamentarias a China. 
El día marcado para iniciar las relaciones fue el 3 de febrero porque Valles, en Buenos Aires, vivía en Sucre y 3 de febrero, donde había un restaurante chino.
En las vísperas del 3 de febrero, en la noche del 2 de febrero, el canciller Iglesias citó al embajador taiwanés en Montevideo al Palacio Santos, sede de la Cancillería. Iglesias le comunicó oralmente al embajador que Uruguay reconocería al gobierno de Beijing como legítimo representante del pueblo chino, aunque le adelantó que querían mantener la relación en otros planos. Posteriormente, se envió una misiva oficial dirigida al embajador y fechada el 3 de febrero de 1988 en la que le informaba formalmente que el gobierno uruguayo había reconocido legalmente al gobierno de la República Popular de China. Legisladores pro-Taiwán se expresaron en contra en el Palacio Legislativo, como el colorado Nelson Arredondo (Unión Colorada y Batllista). 

##### Establecimiento formal de relaciones con la República Popular de China
El establecimiento de las relaciones diplomáticas con China el 3 de febrero de 1988 fue de las últimas acciones de Iglesias en la cancillería, asumiendo otro hombre muy ligado a este proceso: Luis Barrios Tassano. Una de las primeras decisiones de Tassano como Canciller fue ofrecerle la embajada en Beijing a Guillermo Valles. El diplomático asumió la jefatura de misión como encargado de negocios y con el tiempo se volvería el primer embajador de Uruguay en China. 
En ese mismo año, pocos meses después, Sanguinetti realizaría una visita de Estado a China. El día 1 de noviembre de 1988 Sanguinetti, junto a su esposa, visitó el gigante asiático acompañado de una comitiva oficial en la que estaban el presidente de la Suprema Corte de Justicia, ministros y directores ministeriales, legisladores de varios partidos, militares, presidentes de las cámaras y empresarios.
La comitiva fue recibida en el Gran Salón del Pueblo por el presidente Yang Shangkun, se colocó una corona floral fue colocada en el monumento a los héroes del pueblo en la Plaza Tiananmen y los chinos ofrecieron el tradicional banquete. Sanguinetti también tuvo una audiencia con el primer ministro Li Peng y luego tuvo un encuentro con el máximo líder Deng Xiaoping, quien en ese momento era presidente de la Comisión Militar Central. 
Antes de partir a Hong Kong para iniciar el viaje de vuelta, Sanguinetti dio un discurso en una de las universidades de Cantón.

#### Japón
Uruguay realizó en este período una fuerte política de acercamiento a la potencia asiática. Se realizó una primera misión empresarial a Japón en el año 1987, entre los días 2 y 9 de octubre, además de unas cinco visitas del ministro Ricardo Zerbino para colocar Bonos uruguayos en el mercado bursátil japonés y más tarde el viaje del canciller Barrios Tassano para asistir al funeral del emperador Hirohito en febrero de 1989.
Entre el 2 y el 5 de septiembre de 1989 se realiza la visita oficial del presidente Sanguinetti a Japón, siendo acompañado por la segunda misión empresarial, donde fueron recibidos por el novel emperador Akihito. Esta fue la primera visita de un presidente uruguayo al país nipón en la historia.

#### Israel
En noviembre de 1985 arribó a Uruguay Ariel Sharon, ministro israelí de Industria, Comercio y Trabajo de Israel que más tarde sería Primer ministro de Israel, en clave de una misión comercial.
En 1986 Sanguinetti y una delegación uruguaya visitaron Israel, después de hacer paradas en España y en Egipto. Fueron recibidos por el presidente Jaim Herzog y el primer ministro Shimon Peres.

### Convenios y organismos internacionales

#### Ronda de Uruguay
La Ronda de Uruguay, iniciada en septiembre de 1986 y llevada a cabo en Punta del Este, es considerada una de las mayores negociaciones comerciales que jamás hayan existido, probablemente una de las negociaciones globales de mayor envergadura. 
Fue la octava ronda de las negociaciones comerciales multilaterales (MTN por sus siglas en inglés) llevadas a cabo en el marco del Acuerdo General sobre Aranceles Aduaneros y Comercio (GATT por sus siglas en inglés), abarcando desde 1986 a 1994 y envolviendo 123 países como "partes contratantes". La Ronda llevó a la creación de la Organización Mundial del Comercio, con el GATT permaneciendo como una parte integral de los acuerdos de la OMC.

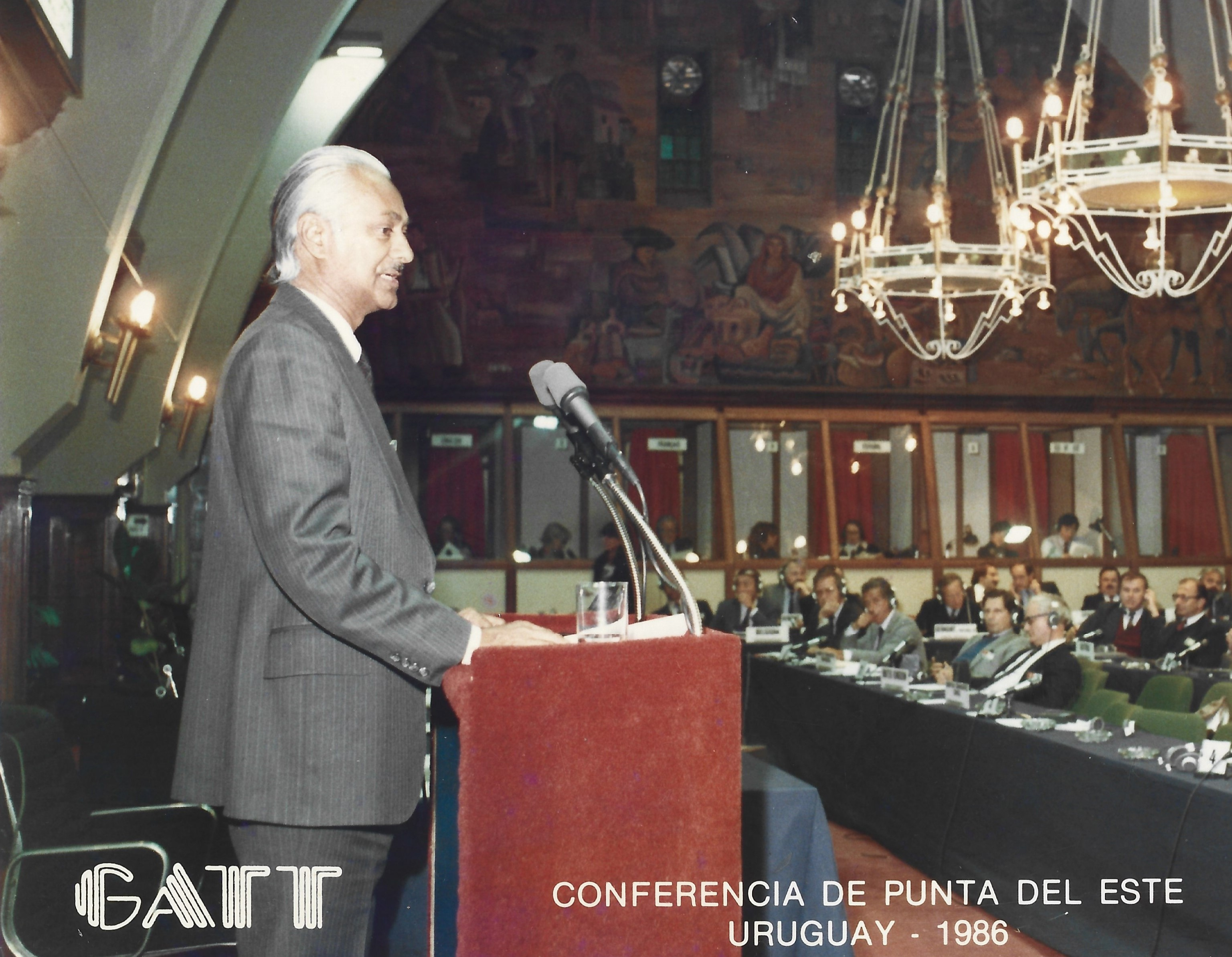
Conferencia de Punta del Este durante la Ronda de Uruguay.

Las semillas de la Ronda Uruguay se sembraron en noviembre de 1982 en una Reunión Ministerial celebrada por los miembros del GATT en Ginebra. Aunque los Ministros se proponían iniciar una nueva e importante serie de negociaciones, la conferencia se atascó en la cuestión de la agricultura y fue considerada en general un fracaso.La actuación de un equipo dirigido por el Canciller Enrique Iglesias y compuesto por Carlos Pérez del Castillo acompañados de Ricardo Zerbino e Isidoro Hodara en Montevideo y el embajador Julio Lacarte Muró con el consejero Elbio Rosselli en Ginebra lograron promover en el marco del GATT lo que se denominó la Ronda Uruguay 4 años después.
Fue seguida de negociaciones en Ginebra, Bruselas, Washington D. C., y Tokio, con los 20 acuerdos siendo firmados finalmente en Marrakech —el Acuerdo de Marrakech— en abril de 1994.

#### Grupo de Contadora y Grupo de Río
El Grupo de Río (también llamado Grupo de los Ocho) fue creado el 18 de diciembre de 1986 por la Declaración de Río de Janeiro, suscrita por Argentina, Brasil, Colombia, México, Panamá, Perú, Uruguay y Venezuela. Un Mecanismo Permanente de Consulta y Concertación Política que efectuó reuniones anuales entre los jefes de Estado y de Gobierno de países firmantes
Esta iniciativa surgió cuando en 1985 se creó un Grupo de Apoyo (Grupo de Apoyo a Contadora) para ayudar a la labor pacificadora del Grupo de Contadora, que en 1983 reunió en la Isla de Contadora, a Venezuela, Colombia, México y al anfitrión, Panamá. El fin de este grupo fue promover la paz en Centroamérica en momentos en que varios países de esta región estaban desestabilizados por diferentes conflictos. Los países que participaron en esta labor de apoyo fueron Argentina, Brasil, Paraguay y Uruguay (luego Mercosur) y, así, el Grupo de Río se hizo efectivo un año después.
El Grupo de los Ocho (Grupo de Río) se creó fusionando los grupos de Contadora y el Consenso de Cartagena.
Es importante rescatar que el impulso original de la CELAC fue El Grupo de Río de 1986.
En octubre de 1986, se desarrolla la cumbre de presidentes del Grupo de los Ocho en Punta del Este, siendo presidida por Sanguinetti.

#### Convención Americana sobre Derechos Humanos
Nada más empezar el gobierno, el 1 de marzo de 1985 el Poder Ejecutivo envió al Legislativo el mensaje para solicitar la ratificación de la Convención Americana sobre Derechos Humanos - Pacto de San José de Costa Rica, recibiendo aprobación parlamentaria el 8 de marzo con la promulgación de la Ley N.º 15737.

#### Tratado Antártico

Emblema adoptado en 2002 para representar al Tratado Antártico.

El 7 de octubre de 1985 Uruguay se incorpora como miembro al Tratado Antártico, al cual se había adherido el 11 de enero de 1980.
Posteriormente, el 29 de junio de 1987, Uruguay ingresa como miembro asociado al SCAR (Comité Científico de Investigaciones Antárticas), siendo aceptado como miembro pleno, el 12 de septiembre de 1987.

#### Fondo Monetario Internacional
El gobierno de Sanguinetti firmó en 1985 un acuerdo con el FMI, siguiendo los lineamientos tradicionales. Sobre la base de ese acuerdo, y en un marco de renegociaciones similares de la deuda por parte de varios países latinoamericanos, el gobierno uruguayo renegoció en dos oportunidades —en 1985 y en 1987— la deuda con los bancos privados transnacionales. 
En junio de 1985 se acordó un acuerdo stand-by con el FMI de 18 meses de duración tendiente a dotar de apoyo financiero externo a la economía nacional y a habilitar la renegociación de la deuda externa. Con posterioridad, julio de 1987, el gobierno optó por adherirse a la modalidad de “supervisión reforzada”, que habilita al FMI a realizar un monitoreo semestral de la economía nacional, aunque sin que medien la provisión de financiamiento por parte de ese organismo y el establecimiento de metas cuantitativas de política económica.
La evidencia de la imposibilidad de cobrar las deudas en las condiciones originales, llevó a que los acuerdos incluyeran la extensión de plazos y la reducción de intereses. En el de 1987 se incluyó la posibilidad de capitalización de intereses, que se llevó a cabo en 1988 y en 1989. Consistía en la compra, por parte de los inversores, de títulos de deuda por valor de su cotización al 60% y su canje en el país por determinados recursos con valor equivalente al 86% del valor nominal de sus títulos.
Paralelamente en el ámbito gubernamental de EEUU surgieron —entre 1985 y 1989— sucesivos planes de arreglo de la deuda con los países subdesarrollados. El primero fue presentado por James Backer —Secretario del Tesoro en 1985—, luego surgió el Plan propuesto por el senador Nicholas F. Brady en 1986, en que se plantea por primera vez la reducción de intereses y la rebaja parcial de los compromisos asumidos por los deudores. Finalmente, el Plan Brady, propuesto en 1989 por el Secretario del Tesoro de la administración Bush, planteó tres medidas: reducción de tasas de interés, cancelación parcial del capital adeudado y el suministro de fondos "frescos" a los países deudores.

## Economía

### Condiciones iniciales
En el inicio del primer gobierno de Sanguinetti la economía del país heredada de la dictadura padecía fuertes desequilibrios macroeconómicos. La inflación media anual era elevada y mostraba una pronunciada tendencia al alza. La aceleración de la inflación había sido estimulada por el proceso de recomposición de precios relativos que impuso el brusco abandono de la política de tipo de cambio fijo en noviembre de 1982 (ruptura de "la tablita") y por la existencia de un elevadísimo desequilibrio fiscal (9,5% del PBI). En este cuadro recesivo, el salario medio real cayó 28% en el trienio 1982-1984 y el desempleo en Montevideo trepó a 14% en 1984. 
Por otra parte, como consecuencia de estos desequilibrios macroeconómicos se generaron dos grandes problemas de endeudamiento (de stocks de deuda): el de la deuda externa y el de la deuda interna, que condicionarían fuertemente la política económica de los primeros gobiernos democráticos. 
El servicio de la deuda externa resultaba sumamente oneroso por la cuantía del endeudamiento acumulado y porque los recursos de la deuda se habían usado en forma por demás inadecuada. El elevado endeudamiento externo existente hacia 1985 se traducía en una marcada agudización de las restricciones externa y fiscal. En otros términos, la economía uruguaya debía actuar fuertemente condicionada por el "doble problema de la transferencia de recursos al exterior": el de las divisas y el presupuestal. El problema de las divisas surgía de la necesidad de que la economía generara un superávit comercial y de servicios no financieros con el exterior, que hiciera posible hacer frente al menos parcialmente al pago de la cuenta de intereses.
El problema presupuestal se presentaba como consecuencia del hecho de que, dado que el grueso de la deuda externa era responsabilidad del sector público, el Estado debía obtener los recursos necesarios para adquirir al sector privado las divisas requeridas para pagar los intereses de la deuda. A la vez, ello suponía: o bien el aumento de la carga tributaria o bien la reducción del gasto público.

### Marco internacional y regional
Durante el subperíodo 1985-1989 el marco internacional y regional evolucionó en forma predominantemente favorable para la economía uruguaya, pero hacia el fin de este lapso la situación regional pegó un vuelco desfavorable.
Los elementos que definieron el carácter beneficioso de la influencia internacional fueron los siguientes: la disminución de las tasas de interés internacionales, la mejora de los términos del intercambio y la depreciación internacional del dólar que se verificó desde 1985. El elemento que definió el carácter beneficioso de la influencia regional estuvo asociado a la expansión durante parte del período de las dos economías vecinas, sin embargo, particularmente la economía argentina se contrajo fuertemente, en el marco de un proceso de pronunciado deterioro que en 1989 condujo al primer episodio de hiperinflación.

### Política económica
Los principales objetivos de la política macroeconómica y financiera del primer gobierno de Sanguinetti fueron: reactivar la economía; mejorar moderadamente el poder de compra de los salarios y las jubilaciones; recuperar progresivamente los equilibrios macroeconómicos, de modo de evitar un desborde inflacionario; cumplir con el pago puntual de las obligaciones externas y garantizar la estabilidad del sistema financiero. 
En lo que hace a la política antiinflacionaria, se anunció el objetivo de reducir la inflación, pero en definitiva no se hicieron esfuerzos demasiados sostenidos en ese sentido. 
En el inicio de la gestión del gobierno (junio de 1985) se acordó un acuerdo con el FMI de 18 meses de duración tendiente a dotar de apoyo financiero externo a la economía nacional y a habilitar la renegociación de la deuda externa. Con posterioridad (julio de 1987), el gobierno optó por adherirse a la modalidad de “supervisión reforzada”, que habilita al FMI a realizar un monitoreo semestral de la economía nacional, aunque sin que medien la provisión de financiamiento por parte de ese organismo y el establecimiento de metas cuantitativas de política económica. 
Por otra parte, durante este quinquenio no se concretaron reformas estructurales e institucionales de importancia pero se pusieron en marcha algunos regímenes de promoción sectorial tendientes a promover la inversión en determinadas actividades o sectores (zonas francas, hotelería y forestación).

#### Política cambiaria
En la política cambiaria se procuró mantener un tipo de cambio real alto y estable, como instrumento orientado a promover las exportaciones y desalentar las importaciones. Para ello se dispuso un régimen de "flotación sucia" en el que la intervención de la autoridad monetaria procuró acompasar el ritmo de la devaluación al de la inflación doméstica descontada la inflación internacional en dólares, de modo de dotar de estabilidad al tipo de cambio real.

#### Política monetaria

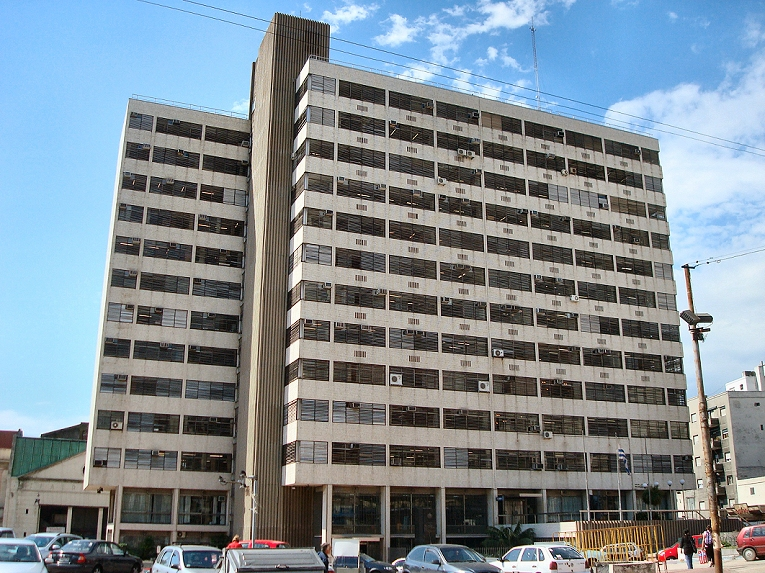
Sede del Banco Central del Uruguay, Ciudad Vieja, Montevideo. (Fotografía de 2010).

La política monetaria fue de carácter pasivo, pues la expansión monetaria resultaba subordinada al financiamiento del sector público y a la aplicación de la mencionada política cambiaria. No obstante, se implementaron acciones de esterilización de la expansión monetaria mediante la emisión de letras de regulación monetaria.

#### Política fiscal
La política fiscal procuró alcanzar la reducción del déficit mediante el aumento de la recaudación y la contención del gasto público no financiero. El incremento de la recaudación tributaria derivó de la introducción de nuevos impuestos, del aumento de las tasas o de la base imponible de los existentes y del efecto favorable resultante de la reactivación de la economía. 
El déficit fiscal subsistente se financió principalmente mediante la fluida colocación de deuda pública entre los bancos y los restantes agentes residentes o no residentes (bonos y letras en moneda extranjera). El gobierno se había planteado el propósito de no incrementar la razón deuda pública/PBI, pero el crecimiento real del PBI y más aún el del PBI en dólares (como consecuencia en parte de la depreciación internacional del dólar), hizo posible compatibilizar un fuerte crecimiento de la deuda en términos nominales con la estabilidad de la razón deuda pública/PBI.

#### Política de ingresos
Para la política de ingresos se promovió la realización de negociaciones tripartitas (trabajadores, empresarios y gobiernos) para la fijación de los salarios del sector privado, siendo realizadas en el marco de los Consejos de Salarios.
A partir de 1986 se promovió la realización de “acuerdos largos” (de al menos un año de duración). El gobierno procuró de esta forma reducir la conflictividad y proveer a las empresas de un horizonte económico más dilatado.

#### Política comercial

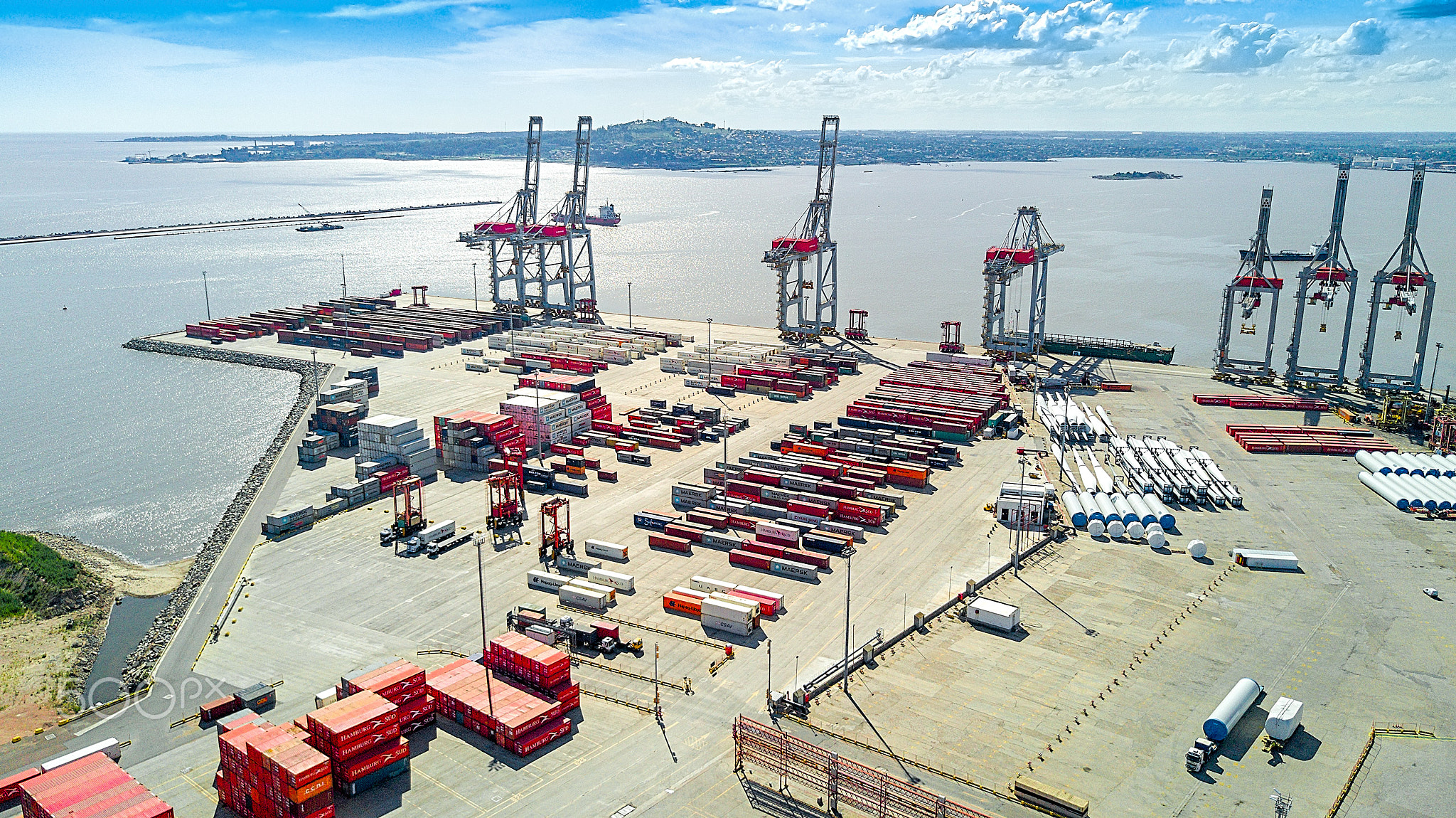
Terminal de cargas del puerto de Montevideo. (Fotografía de 2017).

En materia de política comercial se apuntó a la apertura comercial al exterior.
Los aranceles, que en el inicio de la gestión del gobierno de Sanguinetti se ubicaban en cinco niveles que variaban entre 10% y 55%, al concluir el período quedaron fijados también en cinco niveles que variaban entre 10% y 40%.
Por otra parte, subsistieron la mayor parte de las barreras no arancelarias que estaban vigentes al principio del período de gobierno (precios mínimos de exportación, precios de referencia, detracciones y prohibiciones de exportación).

#### Política financiera

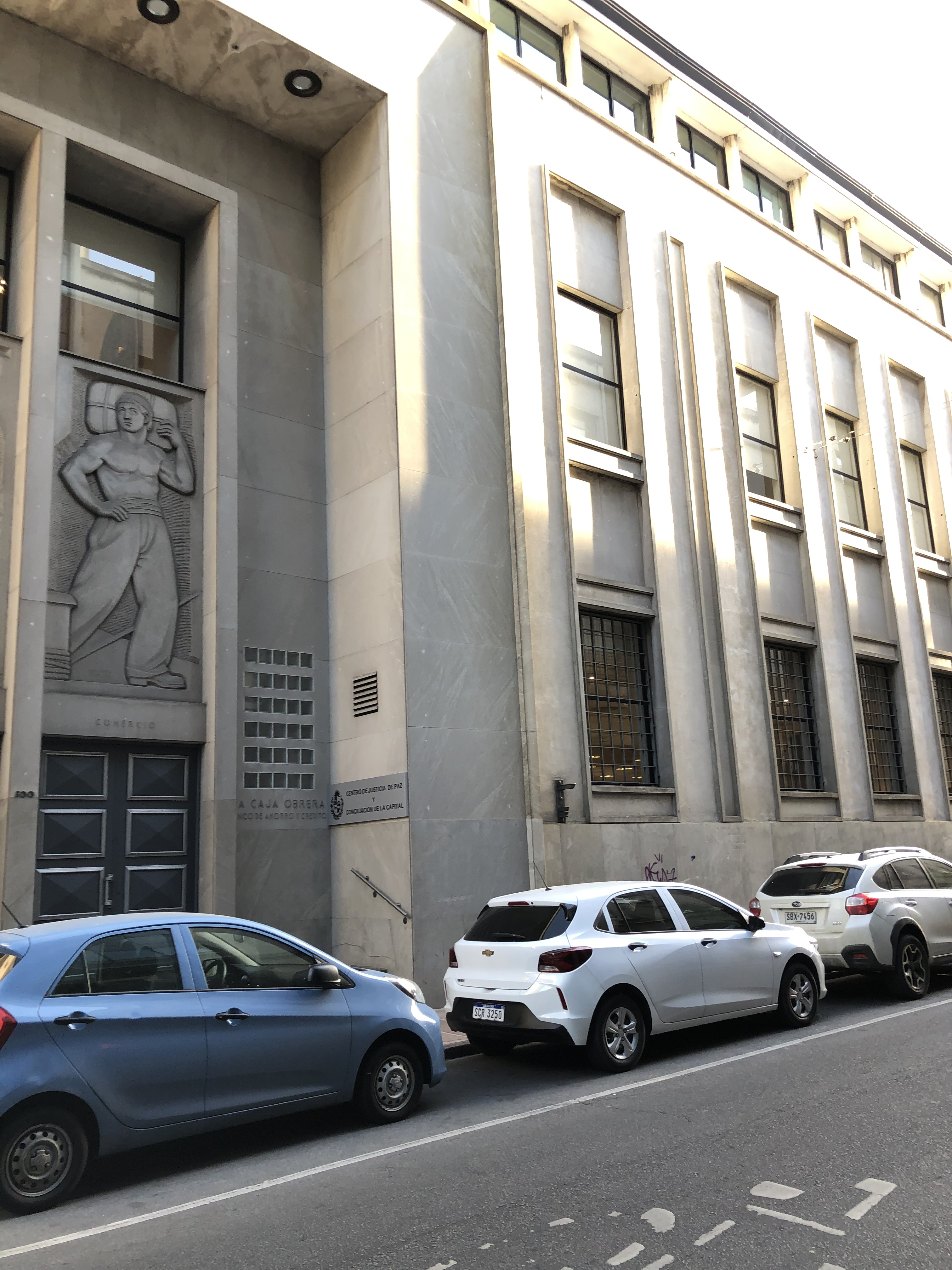
Antiguo edificio del Banco la Caja Obrera. (Fotografía de 2022).

En materia de política financiera, el gobierno desde el inicio estaba percatado que el sistema bancario incubaba una crisis con un inminente estallido. El primero en caer fue el Banco de Italia y Río de la Plata, en el mes de mayo de 1985, intervenido por el Banco Central. Simultáneamente, se venía deteriorando el Banco Pan de Azúcar, que estando al borde de la cesación de pagos el Banco Central del Uruguay logró que sus accionistas entregarán sus títulos para que el Estado dispusiera de ellos. Se procuró que los bancos siguieran dentro del derecho privado, siendo la idea evitar su estatización. La solución final fue que el Banco de la República comprara las dos instituciones, decisión recibida favorablemente por el mercado, no ocurriendo retiros masivos de depósitos.
En marzo de 1987 la situación se planteó con el Banco Comercial. Fue comprado por el Banco República, aunque el Comercial seguía en órbita privada y sus directores podrían seguir luchando por conservar su clientela. En junio fue el Banco Caja Obrera el que entró en situación crítica. El gobierno planteó la idea de fusionarlo con el Banco Comercial, lo que finalmente se votó a favor en el Banco Central junto a un otorgamiento de un crédito en el Banco República.
Con estos bancos el gobierno se decidió por sanearlos y luego proceder a la venta de su capital del modo y forma que mejor se estimara, lo que se terminó realizando en el gobierno siguiente.

### Deuda externa
La estrategia del gobierno en materia de deuda externa tuvo dos pilares:
1. Reclamar un tratamiento no convencional de la deuda, mediante el Consenso de Cartagena, que generó una conciencia internacional sobre el problema, con respuestas de comprensión en Europa y en Estados Unidos
2. Reclamar un comercio internacional libre y transparente como único modo de poder atender la deuda a largo plazo.

Se cumplió puntualmente con el pago de los intereses devengados por las obligaciones con los bancos privados acreedores y con los pagos de capital e interés de los restantes adeudos (títulos de la deuda pública y pasivos con organismos financieros multilaterales y bilaterales).
En julio de 1986 se suscribió el acuerdo de refinanciación de las obligaciones del sector público con los bancos privados con vencimiento en 1985-1989.
En 1989 EE. UU. lanzó el “Plan Brady” de refinanciación, al cual Uruguay de inmediato trató de integrarse, a fin de ganarle tiempo al gobierno que resultara electo en noviembre de ese año.En agosto comenzaron a realizarse las primeras conversaciones tendientes a refinanciar la deuda externa uruguaya en el marco del “Plan Brady”. No obstante, recién al promediar 1990 se arribó a un acuerdo.
La deuda en moneda extranjera del sector público medida en dólares creció a un ritmo de 9,2% a.a. entre 1985 y 1989.

### Evolución de la economía
El crecimiento económico promedio del quinquenio 1985-1989 fue apreciable. La oferta y demanda finales crecieron en términos reales a una tasa de 4,8% acumulativa anual. El PIB creció 3,8% a.a. y las importaciones 9,2% a.a.. La demanda interna creció 4,8% a.a. (el consumo lo hizo 5,1%) y las exportaciones de bienes y servicios 4,9% a.a. El empleo creció a buen ritmo, el desempleo se redujo (de 13,4% en 1984 a 8% en 1989), el salario medio real se incrementó 5,2% a.a. y la pasividad media real creció a un ritmo algo mayor al del salario.
De modo que se reactivó la economía, aumentaron el empleo, y el poder de compra de las jubilaciones y de los salarios.
El déficit fiscal promedio del quinquenio fue 5,3% del PBI y se acentuó marcadamente en 1989 (6,4% del PBI) impulsado por diversos factores: el año electoral, que incrementó el gasto público; la sequía de los años 1988 y 1989, que redujo los ingresos tributarios y aumentó el gasto de la empresa estatal de energía eléctrica y el aumento del contrabando desde Argentina, que afectó a la baja la recaudación tributaria. 
La sequía de 1989 afectó primordialmente al norte del país, por lo que las actividades en el sur no se vieron tan afectadas.
La inflación promedio del quinquenio fue muy alta (70,8% promedio anual) y se aceleró fuertemente en 1989.
Al respecto de sus etapas, el crecimiento de la economía se concentró en el bienio 1986-1987, fue mínimo en 1985 y se detuvo en 1988-1989. Esa desaceleración fue en parte consecuencia de la acción del gobierno que, desde el tercer trimestre de 1987, aplicó una política de "enfriamiento de la economía", tendiente a evitar una crisis en el sector externo. Esa posibilidad derivaba del hecho de que los ritmos de crecimiento de la demanda interna y de las importaciones que por entonces se verificaban eran incompatibles con el comportamiento de las exportaciones, lo cual afectaba la generación del superávit comercial necesario para hacer frente al pago de las obligaciones externas.

### Industria nacional
El reacomodo de la industria a una economía más abierta y aperturista no resultaba sencillo. En Juan Lacaze, departamento de Colonia, la Fábrica Nacional de Papel entró en plena renovación pensando en la exportación; en cambio, el grupo Campomar, columna vertebral de la ciudad, apenas sobrevivía.
También en Colonia, Sudamtex, tradicional fábrica destinada al mercado interno de tejidos sintéticos y de algodón, comenzó a exportar.

## Polémicas
Cuando el gobierno declara como "servicio esencial" al transporte capitalino el 15 de junio de 1988, trabajadores de la empresa de transporte CUTCSA entran en huelga. En esta polémica sindical, el presidente Sanguinetti pronunció una alocución por cadena de radio y televisión explicando la conducta del Poder Ejecutivo, allí los dichos de Sanguinetti de que su gobierno "no había perdido una huelga", provocó la reacción negativa de la oposición.

## Sucesión presidencial
Para las elecciones presidenciales de 1984, Jorge Batlle Ibáñez, líder histórico del Batllismo-Lista 15, estaba proscrito de ser candidato a Presidente. Entonces, la fórmula que tomó la posta y ganó las elecciones fue la de Sanguinetti - Tarigo.
Acercándose las próximas elecciones, las elecciones generales de 1989, estando prohibida en Uruguay la reelección presidencial inmediata, Sanguinetti no podía buscar un segundo término inmediato. Sin embargo, a pesar de que la opinión pública y política interna pensaban que el candidato del batllismo sería Jorge Batlle, Sanguinetti manifestó su preferencia por su vicepresidente, Enrique Tarigo, a quien consideraba capaz de continuar su propio programa. Esto fue duramente resistido por Jorge Batlle, quien sintió que le habían "arrancado un brazo sin anestesia".
Ante la disputa se manejaron diversas fórmulas para dirimir la cuestión se terminó por imponer la propuesta de Batlle de resolverlo en una elección interna. Así, se celebran elecciones internas en el Batllismo el día 28 de mayo de 1989.
- Enrique Tarigo fue apoyado por Libertad y Cambio (su propio sector), numerosos políticos quincistas nucleados en el llamado "Movimiento 15 de Julio", en alusión a Julio María Sanguinetti (Francisco Forteza (hijo), Antonio Marchesano, Luis Bernardo Pozzolo, etc.) y la Corriente Batllista Independiente.
- Jorge Batlle tuvo el respaldo del aparato de movilización de la Lista 15, y fue notorio el apoyo de Federico Bouza y Jorge Sanguinetti. Batlle apelaba a "los de a pie".
- Por su parte, el Movimiento de Reafirmación Batllista de Víctor Vaillant se declaró por fuera de la contienda, decidiendo de antemano apoyar al precandidato ganador, cualquiera que fuese.

Jorge Batlle ganó las elecciones internas del sector con el voto popular, y fue ungido candidato del sector Batllismo para las elecciones de noviembre.
Batlle se opuso a la postulación senatorial del presidente Julio María Sanguinetti, e impuso a un hombre de su confianza como compañero de fórmula, Jorge Sanguinetti. Como solución transaccional se acordó presentar una única lista de candidatos batllistas al Senado, donde se alternaban sanguinettistas en lugares impares (Enrique Tarigo, Carlos Cigliuti, Walter Belvisi) con jorgistas en lugares pares (Federico Bouza, Alberto Brause, Juan Justo Amaro).
Una parte del sanguinettismo no aceptó esta solución y se proclamó la candidatura presidencial de Hugo Fernández Faingold, quien apenas cosechó 15.000 votos.
Sin embargo, el Partico Colorado perdió esas elecciones contra el candidato del Partido Nacional, Luis Alberto Lacalle.
Al terminar su primer mandato, el presidente Sanguinetti discernió sobre lo que llamó "la opción por la paz", la aplicación de su lema electoral principal en la campaña de 1984, el "cambio en paz". Dijo Sanguinetti:

A lo largo de este período la paz ha sido para el gobierno su más constante proyecto, como sustento imprescindible de al reconstrucción democrática. Ésta no era posible en el enfrentamiento: hubiera naufragado si en la sociedad hubiera comenzado el empleo de la violencia o bien la confrontación hubiera amenazado los márgenes imprescindibles para la gobernabilidad.

Naturalmente, en este propósito el gobierno ha estado acompañado por el propio pueblo. Sólo un consenso muy generalizado ha permitido esta convivencia. En el Uruguay vivimos estos años [se refiere al período 1985-1990] todos quienes participamos en las confrontaciones del pasado, sea del medio político, sindical, militar o subversivo, y nadie a título personal, salió a ejercer la venganza o a satisfacer violentamente un ánimo revanchista.